# 三陸沿岸道路

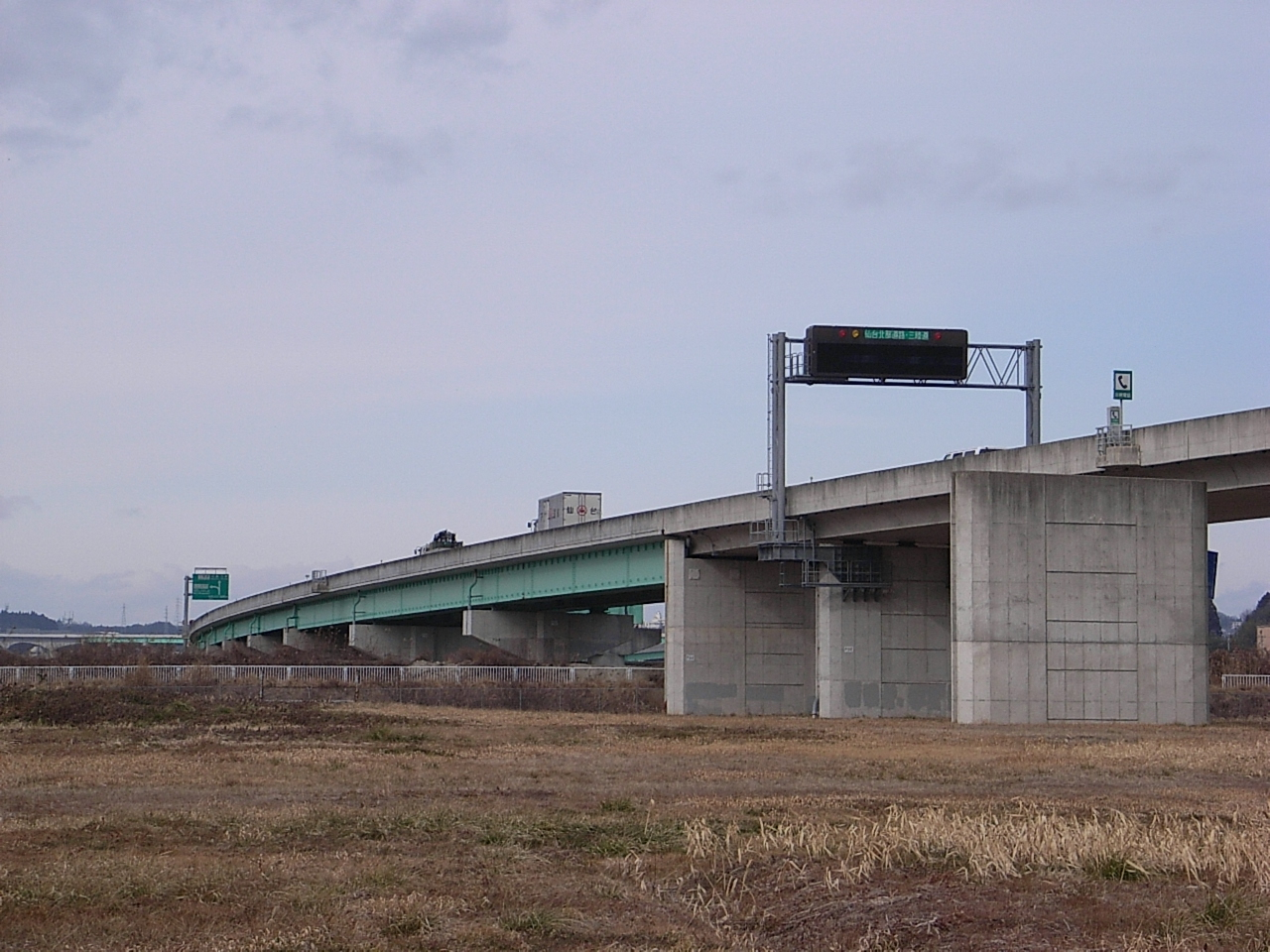
宮城県多賀城市内（多賀城高架橋、2008年1月撮影）

三陸沿岸道路（さんりくえんがんどうろ、英語: SANRIKU COAST EXPWY）は、宮城県仙台市宮城野区から青森県八戸市に至る日本の高速道路であり、三陸縦貫自動車道、三陸北縦貫道路、八戸・久慈自動車道の3路線の総称である。東日本大震災後「復興道路」と位置付けられ、2021年（令和3年）に全線開通した（全長359キロメートル (km)・総工費2兆円）。無料区間（鳴瀬奥松島IC - 八戸是川IC）が連続330 kmを超える、日本最長の連続無料区間を有する高速道路となっている。

## 名称・表示
三陸沿岸道路（国道45号と宮城県道8号仙台松島線の自動車専用道路）の道路利用者向けの案内標識には三陸道（さんりくどう）が使用されている。また、東日本高速道路（使用例）、宮城県道路公社の有料区間においては「三陸自動車道」（さんりくじどうしゃどう、英語: SANRIKU EXPRESSWAY）の名称が使用されている。
高速道路ナンバリングによる路線番号は、仙台港北インターチェンジ (IC) - 利府ジャンクション (JCT) 間が常磐自動車道・仙台東部道路・仙台北部道路とともに「E6」が、利府JCT - 八戸ジャンクション (JCT) 間が「E45」と各区間割り当てられている。

## 道路の概要
宮城県仙台市宮城野区を起点とし、岩手県釜石市で東北横断自動車道釜石秋田線（東部は釜石自動車道）と連絡し、青森県八戸市に至る、約359キロメートル (km) の高速道路の総称が「三陸沿岸道路」であり、仙台市から岩手県宮古市までの区間が三陸縦貫自動車道、宮古市から久慈市までが三陸北縦貫道路、久慈市から八戸市までが八戸・久慈自動車道である。ほぼ全線が国道45号に指定されており（一部は宮城県道8号仙台松島線）、全線が自動車専用道路として整備されている。
東日本高速道路株式会社、宮城県道路公社、国土交通省が管理している。また、仙台港北IC - 利府JCT間は、常磐自動車道に並行する一般国道自動車専用道路である仙台東部道路・仙台北部道路間を結ぶ役割を担っている。
三陸沿岸地域の物流を担う事になる道路である。 仙台港北ICから八戸JCTまでの約359  kmの区間は、東日本大震災からの復興道路「三陸沿岸道路」として事業化され、2020年（令和2年）度末までに全線開通する予定であったが、岩手県北部の一部区間のトンネル工事が難航していたため、2021年（令和3年）内にずれ込み、12月18日に全線開通した。

### 道路名・路線名・事業名
「三陸沿岸道路」の名称は仙台港北IC - 八戸JCT間の道路名（通称名）である。
- E6 / E45 三陸縦貫自動車道（一般国道自動車専用道路（B路線））
- E45 三陸北縦貫道路（地域高規格道路）
- E45 八戸・久慈自動車道（一般国道自動車専用道路（B路線））

以上3路線を総称する道路名および事業名として2011年度より使用されている。東日本大震災からの復興を目的とした「復興道路」に位置づけられており、2011年度（平成23年度）第3次補正予算において三陸縦貫自動車道、三陸北縦貫道路、八戸・久慈自動車道でそれまで事業化されていなかった148  kmについて同時に事業化された。各事業区間の詳細については上記3道路の記事を参照。

### 復興道路
2011年（平成23年）8月30日にルートが決定し、同年11月21日に三陸沿岸道路の未着手であった148  kmが事業化した。平時には暮らしを支え（医療サービス、産業、観光）、災害時には命を守る（避難、救命救急、復旧）という機能を持った道路整備を事業費圧縮と開通時期を早めるため基本設計を見直し、すでに着手された未着工区間も含めて計画を完成4車線から完成2車線へ変更し、ICについても一部を除き簡易型のハーフICとしたり、ICの設置場所についても以前よりも柔軟に設置を行なった。
2011年（平成23年）11月には三陸沿岸道路とあわせて、宮古盛岡横断道路の48  km、東北横断自動車道釜石秋田線の釜石 - 花巻間の17  km、東北中央自動車道相馬 - 福島間の11  kmが復興支援道路として新規に事業化されていて、いずれも無料で通行できる。

## インターチェンジなど
- ICはインターチェンジ、JCTはジャンクション、PAはパーキングエリア、TBは本線料金所、CBはチェーンベースをそれぞれ示す。
- IC番号欄の背景色が■である部分については道路が供用済みの区間を示している。また、施設名欄の背景色が■である部分は施設が供用されていない、または完成していないことを示す。
- 接続路線名の特記がないものは市町村道。
- 接続路線名の※1は「国道45号」を示す。
- 接続路線名の「（間）」は他の道路を介して接続している間接接続。
- ガソリンスタンドが設置されたPAは存在しない。

| IC 番号               | 施設名           | 接続路線名                                              | 起点 から (km) | 三郷 から (km) | 備考 | 所在地 | 所在地          | 所在地          |        |
| --------------------- | ---------------- | ------------------------------------------------------- | -------------- | -------------- | --- | ------ | --------------- | --------------- | ------ |
| E6 仙台東部道路に直結 |                  |                                                         |                |                | |        |                 |                 |        |
| 1 (36)                | 仙台港北IC       | ※1                                                      | 0.0            | 325.2          | | 宮城県 | 仙台市 宮城野区 | 仙台市 宮城野区 |        |
| 1-1 (37)              | 多賀城IC         | 県道35号泉塩釜線                                        | 2.7            | 327.9          | | 宮城県 | 多賀城市        | 多賀城市        |        |
| 2 (38)                | 利府JCT          | E6 仙台北部道路                                         | 4.0            | 329.2          | ここから仙台方面は E6（常磐道に並行する区間） ここから石巻方面は E45                                          | 宮城県 | 宮城郡          | 利府町          |        |
| 3                     | 利府塩釜IC       | 県道3号塩釜吉岡線                                       | 5.6            |                | | 宮城県 | 宮城郡          | 利府町          |        |
| 4                     | 利府中IC         | 県道8号仙台松島線（現道）                               | 7.8            |                | | 宮城県 | 宮城郡          | 利府町          |        |
| -                     | 春日PA           | -                                                       | 9.1            |                | | 宮城県 | 宮城郡          | 利府町          |        |
| 5                     | 松島海岸IC       | 県道144号赤沼松島線                                     | 11.8           |                | | 宮城県 | 宮城郡          | 利府町          |        |
| 6                     | 松島大郷IC       | 県道9号大和松島線                                       | 15.9           |                | | 宮城県 | 宮城郡          | 松島町          | 松島町 |
| 7                     | 松島北IC         | 国道346号                                               | 19.3           |                | | 宮城県 | 宮城郡          | 松島町          | 松島町 |
| -                     | 鳴瀬奥松島TB     | -                                                       | 26.1           | 381.0          | ここから仙台方面は有料区間 ここから石巻方面は無料区間                                                         | 宮城県 | 東松島市        | 東松島市        |        |
| 8                     | 鳴瀬奥松島IC     | ※1                                                      | 26.1           | 381.0          | ここから仙台方面は有料区間 ここから石巻方面は無料区間                                                         | 宮城県 | 東松島市        | 東松島市        |        |
| -                     | 矢本PA           | -                                                       | 30.6           |                | 道の駅東松島が隣接                                                                                            | 宮城県 | 東松島市        | 東松島市        |        |
| 9                     | 矢本IC           | 県道43号矢本河南線                                      | 31.9           |                | | 宮城県 | 東松島市        | 東松島市        |        |
| 10                    | 石巻港IC         | 県道251号石巻港インター線 県道265号河南石巻港インター線 | 36.1           |                | | 宮城県 | 東松島市        | 東松島市        |        |
| 11                    | 石巻河南IC       | 県道16号石巻鹿島台大衡線                                | 38.5           |                | | 宮城県 | 石巻市          | 石巻市          |        |
| 11-1                  | 石巻女川IC       | 県道296号石巻女川インター線                             | 40.5           |                | 供用開始に伴い、付近にあった石巻赤十字病院用の救急車緊急退出路が廃止                                          | 宮城県 | 石巻市          | 石巻市          |        |
| 12                    | 河北IC           | ※1（川の上バイパス） 県道196号神取河北線                | 45.2           |                | 道の駅上品の郷が近接（0.8 km）                                                                                | 宮城県 | 石巻市          | 石巻市          |        |
| 13                    | 桃生豊里IC       | 県道30号河北桃生線                                      | 52.6           |                | ここから気仙沼方面は暫定2車線、または完成2車線                                                                | 宮城県 | 石巻市          | 石巻市          |        |
| 14                    | 桃生津山IC       | 県道61号涌谷津山線                                      | 56.8           |                | | 宮城県 | 石巻市          | 石巻市          |        |
| 15                    | 登米IC           | 県道4号中田栗駒線（浅水道路） みやぎ県北高速幹線道路    | 66.4           |                | | 宮城県 | 登米市          | 登米市          |        |
| 16                    | 登米東和IC       | 国道398号                                               | 71.4           |                | 仙台方面出入口のみ                                                                                            | 宮城県 | 登米市          | 登米市          |        |
| 16-1                  | 三滝堂IC         | 国道398号                                               | 73.4           |                | 道の駅三滝堂が隣接                                                                                            | 宮城県 | 登米市          | 登米市          |        |
| 17                    | 志津川IC         | 国道398号                                               | 82.5           |                | 道の駅さんさん南三陸が近接（2.3 km）                                                                          | 宮城県 | 本吉郡 南三陸町 | 本吉郡 南三陸町 |        |
| 18                    | 南三陸海岸IC     | ※1                                                      | 85.5           |                | | 宮城県 | 本吉郡 南三陸町 | 本吉郡 南三陸町 |        |
| 19                    | 歌津IC           | ※1                                                      | 89.7           |                | | 宮城県 | 本吉郡 南三陸町 | 本吉郡 南三陸町 |        |
| 20                    | 歌津北IC         | ※1                                                      | 93.7           |                | 仙台方面出入口のみ 宮古方面出入口は事業中                                                                     | 宮城県 | 本吉郡 南三陸町 | 本吉郡 南三陸町 |        |
| 21                    | 小泉海岸IC       | ※1                                                      | 99.7           |                | 仙台方面出入口のみ                                                                                            | 宮城県 | 気仙沼市        | 気仙沼市        |        |
| 22                    | 本吉津谷IC       | 国道346号                                               | 101.7          |                | 宮古方面出入口のみ                                                                                            | 宮城県 | 気仙沼市        | 気仙沼市        |        |
| -                     | 本吉PA           | -                                                       | 103.6          |                | 上下線集約型                                                                                                  | 宮城県 | 気仙沼市        | 気仙沼市        |        |
| 23                    | 大谷海岸IC       | ※1                                                      | 105.7          |                | 道の駅大谷海岸が近接（0.4 km）                                                                                | 宮城県 | 気仙沼市        | 気仙沼市        |        |
| 23-1                  | 岩井崎IC         |                                                         | 108.2          |                | 宮古方面出入口のみ 中型・大型・特大車流出不可                                                                 | 宮城県 | 気仙沼市        | 気仙沼市        |        |
| 24                    | 気仙沼中央IC     | ※1（気仙沼バイパス）                                    | 112.8          |                | | 宮城県 | 気仙沼市        | 気仙沼市        |        |
| 25                    | 気仙沼港IC       |                                                         | 114.5          | 466.7          | 仙台方面出入口のみ                                                                                            | 宮城県 | 気仙沼市        | 気仙沼市        |        |
| 26                    | 浦島大島IC       | 県道218号大島浪板線                                     | 116.5          |                | 仙台方面出入口のみ                                                                                            | 宮城県 | 気仙沼市        | 気仙沼市        |        |
| 27                    | 気仙沼鹿折IC     | 県道26号気仙沼唐桑線 県道218号大島浪板線                | 118.6          |                | 宮古方面出入口のみ                                                                                            | 宮城県 | 気仙沼市        | 気仙沼市        |        |
| 28                    | 唐桑半島IC       | ※1                                                      | 121.8          |                | 仙台方面出入口のみ                                                                                            | 宮城県 | 気仙沼市        | 気仙沼市        |        |
| 29                    | 唐桑小原木IC     | ※1                                                      | 124.8          |                | 仙台方面出入口のみ                                                                                            | 宮城県 | 気仙沼市        | 気仙沼市        |        |
| -                     | 大沢防災PA       |                                                         |                |                | 計画中 | 宮城県 | 気仙沼市        | 気仙沼市        |        |
| 30                    | 陸前高田長部IC   | ※1                                                      | 128.3          |                | | 岩手県 | 陸前高田市      | 陸前高田市      |        |
| 31                    | 陸前高田IC       | 国道340号                                               | 134.8          |                | | 岩手県 | 陸前高田市      | 陸前高田市      |        |
| 32                    | 通岡IC           | ※1                                                      | 138.9          |                | 宮古方面出入口のみ                                                                                            | 岩手県 | 陸前高田市      | 陸前高田市      |        |
| -                     | 船河原PA         | -                                                       |                |                | 宮古方面のみ トイレは設置されていない                                                                         | 岩手県 | 大船渡市        | 大船渡市        |        |
| 33                    | 大船渡碁石海岸IC | 県道38号大船渡広田陸前高田線 ※1                         | 142.3          |                | | 岩手県 | 大船渡市        | 大船渡市        |        |
| -                     | 救急車緊急退出路 | 岩手県立大船渡病院                                      |                |                | | 岩手県 | 大船渡市        | 大船渡市        |        |
| 34                    | 大船渡IC         | ※1                                                      | 150.9          |                | | 岩手県 | 大船渡市        | 大船渡市        |        |
| 35                    | 大船渡北IC       | ※1                                                      | 154.5          |                | 宮古方面出入口のみ                                                                                            | 岩手県 | 大船渡市        | 大船渡市        |        |
| 36                    | 三陸IC           | ※1                                                      | 159.9          |                | 道の駅さんりくが隣接                                                                                          | 岩手県 | 大船渡市        | 大船渡市        |        |
| 37                    | 吉浜IC           | ※1                                                      | 163.5          |                | | 岩手県 | 大船渡市        | 大船渡市        |        |
| 38                    | 釜石南IC         | ※1                                                      | 168.5          |                | 仙台方面出入口のみ                                                                                            | 岩手県 | 釜石市          | 釜石市          |        |
| 39                    | 釜石唐丹IC       | ※1                                                      | 172.6          |                | 宮古方面出入口のみ                                                                                            | 岩手県 | 釜石市          | 釜石市          |        |
| 40                    | 釜石JCT          | E46 釜石自動車道                                        | 177.5          | 529.7          | | 岩手県 | 釜石市          | 釜石市          |        |
| 41                    | 釜石中央IC       | 国道283号                                               | 178.3          |                | | 岩手県 | 釜石市          | 釜石市          |        |
| 42                    | 釜石両石IC       | 県道242号水海大渡線                                     | 183.1          |                | 宮古方面出入口のみ                                                                                            | 岩手県 | 釜石市          | 釜石市          |        |
| 43                    | 釜石北IC         | ※1                                                      | 187.7          |                | 仙台方面出入口のみ                                                                                            | 岩手県 | 釜石市          | 釜石市          |        |
| 44                    | 大槌IC           | 県道26号大槌小国線                                      | 192.5          |                | | 岩手県 | 上閉伊郡 大槌町 | 上閉伊郡 大槌町 |        |
| -                     | 浪板PA           | -                                                       |                |                | 上下線集約型 トイレは設置されていない                                                                         | 岩手県 | 上閉伊郡 大槌町 | 上閉伊郡 大槌町 |        |
| 45                    | 山田南IC         | ※1                                                      | 200.5          |                | | 岩手県 | 下閉伊郡 山田町 | 下閉伊郡 山田町 |        |
| 46                    | 山田IC           | ※1                                                      | 208.3          |                | 道の駅やまだが隣接                                                                                            | 岩手県 | 下閉伊郡 山田町 | 下閉伊郡 山田町 |        |
| 47                    | 山田北IC         | 県道290号宮古山田線                                     | 216.3          |                | 仙台方面出入口のみ 宮古方面出入口は事業中                                                                     | 岩手県 | 下閉伊郡 山田町 | 下閉伊郡 山田町 |        |
| -                     | 津軽石PA         | -                                                       |                |                | トイレは設置されていない                                                                                      | 岩手県 | 宮古市          | 宮古市          |        |
| 48                    | 宮古南IC         | ※1                                                      | 222.3          |                | | 岩手県 | 宮古市          | 宮古市          |        |
| 49                    | 宮古中央IC/JCT   | 宮古盛岡横断道路（宮古西道路）                          | 227.1          | 552.3          | | 岩手県 | 宮古市          | 宮古市          |        |
| 50                    | 宮古北IC         |                                                         | 230.5          |                | | 岩手県 | 宮古市          | 宮古市          |        |
| 51                    | 田老南IC         | 県道177号有芸田老線                                     | 240.1          |                | 仙台方面出入口のみ 道の駅たろうが近接（2.0 km）                                                               | 岩手県 | 宮古市          | 宮古市          |        |
| 52                    | 田老真崎海岸IC   | ※1                                                      | 244.1          |                | 八戸方面出入口のみ 道の駅たろうが近接（2.2 km）                                                               | 岩手県 | 宮古市          | 宮古市          |        |
| 53                    | 田老北IC         | ※1                                                      | 248.1          | 600.3          | 仙台方面出入口のみ                                                                                            | 岩手県 | 宮古市          | 宮古市          |        |
| 54                    | 岩泉南IC         | ※1                                                      | 252.4          |                | 久慈方面出入口のみ                                                                                            | 岩手県 | 下閉伊郡        | 岩泉町          |        |
| 55                    | 岩泉龍泉洞IC     | 国道455号                                               | 254.1          |                | | 岩手県 | 下閉伊郡        | 岩泉町          |        |
| 56                    | 鵜の巣断崖IC     | ※1                                                      | 258.8          |                | | 岩手県 | 下閉伊郡        | 田野畑村        |        |
| 57                    | 田野畑南IC       | 県道44号岩泉平井賀普代線                                | 260.3          |                | | 岩手県 | 下閉伊郡        | 田野畑村        |        |
| -                     | 田野畑CB         |                                                         |                |                | 上下線集約型 トイレは設置されていない 道の駅たのはたが隣接しているが利用不可。 インターチェンジ建設構想がある | 岩手県 | 下閉伊郡        | 田野畑村        |        |
| 58                    | 田野畑中央IC     | [ 市町村等 2 ]                                          | 265.1          |                | 道の駅たのはたが近接（2.6 km）                                                                                | 岩手県 | 下閉伊郡        | 田野畑村        |        |
| 59                    | 田野畑北IC       | ※1                                                      | 270.8          |                | 宮古方面出入口のみ                                                                                            | 岩手県 | 下閉伊郡        | 田野畑村        |        |
| 60                    | 普代IC           | 県道44号岩泉平井賀普代線                                | 280.7          |                | 道の駅青の国ふだいが近接（0.4 km）                                                                            | 岩手県 | 下閉伊郡        | 普代村          |        |
| 61                    | 普代北IC         | ※1                                                      | 285.3          |                | 久慈方面出入口のみ                                                                                            | 岩手県 | 下閉伊郡        | 普代村          |        |
| 62                    | 野田IC           | 県道29号野田山形線                                      | 296.0          |                | 道の駅のだが近接（0.3 km）                                                                                    | 岩手県 | 九戸郡 野田村   | 九戸郡 野田村   |        |
| 63                    | 久慈宇部IC       | ※1                                                      | 300.6          |                | 久慈方面出入口のみ                                                                                            | 岩手県 | 久慈市          | 久慈市          |        |
| 64                    | 久慈南IC         | ※1                                                      | 304.8          |                | 宮古方面出入口のみ                                                                                            | 岩手県 | 久慈市          | 久慈市          |        |
| 65                    | 久慈IC           | ※1 国道395号                                            | 308.0          | 633.2          | 道の駅くじが近接（2 km）                                                                                      | 岩手県 | 久慈市          | 久慈市          |        |
| -                     | 救急車緊急退出路 |                                                         |                |                | 岩手県立久慈病院に接続 久慈IC方面出口                                                                         | 岩手県 | 久慈市          | 久慈市          |        |
| 66                    | 久慈北IC         | ※1 国道395号                                            | 311.2          |                | 道の駅いわて北三陸が近接（約300 m）                                                                           | 岩手県 | 久慈市          | 久慈市          |        |
| 67                    | 侍浜南IC         | ※1                                                      | 316.2          |                | 久慈方面出入口のみ                                                                                            | 岩手県 | 久慈市          | 久慈市          |        |
| 68                    | 侍浜IC           | ※1                                                      | 318.6          |                | | 岩手県 | 久慈市          | 久慈市          |        |
| 69                    | 洋野有家IC       | ※1                                                      | 323.6          |                | 久慈方面出入口のみ                                                                                            | 岩手県 | 九戸郡 洋野町   | 九戸郡 洋野町   |        |
| 70                    | 洋野宿戸IC       | ※1                                                      | 327.8          |                | 八戸方面出入口のみ                                                                                            | 岩手県 | 九戸郡 洋野町   | 九戸郡 洋野町   |        |
| 71                    | 洋野種市IC       | 県道20号軽米種市線                                      | 334.6          |                | 八戸方面出入口のみ 久慈方面出入口は事業中                                                                     | 岩手県 | 九戸郡 洋野町   | 九戸郡 洋野町   |        |
| 72                    | 階上IC           | ※1                                                      | 341.6          |                | | 青森県 | 三戸郡 階上町   | 三戸郡 階上町   |        |
| 73                    | 種差海岸階上岳IC | [ mlit 18 ]                                             | 346.9          |                | 道の駅はしかみが近接（2 km）                                                                                  | 青森県 | 三戸郡 階上町   | 三戸郡 階上町   |        |
| 74                    | 八戸南IC         | ※1                                                      | 350.3          |                | | 青森県 | 八戸市          | 八戸市          |        |
| 75                    | 八戸是川IC       | 県道11号八戸大野線                                      | 354.1          |                | ここから久慈方面は無料区間 ここから八戸JCT方面は有料区間                                                      | 青森県 | 八戸市          | 八戸市          |        |
| 5-1                   | 八戸JCT/TB       | E4A 八戸自動車道                                        | 358.9          | 684.1          | 本線料金所併設 八戸ICとは往来不可                                                                             | 青森県 | 八戸市          | 八戸市          |        |

- 大船渡IC - 大船渡碁石海岸IC間の大船渡病院付近に追加インターの設置が検討されている[市町村等 4]。
- 八戸自動車道の八戸ICからは当道路に乗り入れできないため、八戸JCT - 八戸是川IC間に八戸第2JCT（八戸東JCT）（仮称）の建設が要望されている[市町村等 5][報道 4]。

## 歴史
| 1982 | (10月)(仙台松島有料道路として)松島大郷IC・松島北IC |
| 1983 | |
| 1984 | |
| 1985 | |
| 1986 | (9月)(仙台松島有料道路として)利府中IC - 松島大郷IC |
| 1987 | |
| 1988 | |
| 1989 | |
| 1990 | |
| 1991 | |
| 1992 | |
| 1993 | (3月)松島北IC - 鳴瀬奥松島IC (12月)久慈IC - 久慈北IC |
| 1994 | |
| 1995 | |
| 1996 | |
| 1997 | (3月)仙台港北IC - 利府中IC |
| 1998 | (3月)鳴瀬奥松島IC - 石巻河南IC |
| 1999 | (3月)大船渡IC - 三陸IC |
| 2000 | |
| 2001 | |
| 2002 | (8月)山田南IC - 山田IC |
| 2003 | (12月)石巻河南IC - 河北IC |
| 2004 | |
| 2005 | (3月)八戸南IC - 八戸是川IC、大船渡碁石海岸IC - 大船渡IC |
| 2006 | (2月)鵜の巣断崖IC - 田野畑村大芦 |
| 2007 | (6月)河北IC - 桃生津山IC、種差海岸階上岳IC - 八戸南IC |
| 2008 | |
| 2009 | (3月)通岡IC - 大船渡碁石海岸IC、桃生津山IC - 登米IC |
| 2010 | (3月)宮古南IC - 宮古中央IC、登米IC - 登米東和IC (11月)岩泉龍泉洞IC - 鵜の巣断崖IC (12月)唐桑半島IC - 唐桑小原木IC                                                                |
| 2011 | (3月)釜石両石IC - 釜石北IC |
| 2012 | |
| 2013 | (3月)階上IC - 種差海岸階上岳IC (10月)普代村第11地割 - 普代村第16地割 |
| 2014 | (3月)田野畑村田野畑 - 同村尾肝要、陸前高田IC - 通岡IC、八戸是川IC - 八戸JCT |
| 2015 | (11月)三陸IC - 吉浜IC |
| 2016 | (4月)登米東和IC - 三滝堂IC (10月)三滝堂IC - 志津川IC |
| 2017 | (3月)志津川IC - 南三陸海岸IC (11月)山田IC - 宮古南IC (12月)南三陸海岸IC - 歌津IC                                                                                                 |
| 2018 | (3月)田老真崎海岸IC - 岩泉龍泉洞IC、大谷海岸IC - 気仙沼中央IC (7月)陸前高田長部IC - 陸前高田IC (8月)吉浜IC - 釜石南IC                                                            |
| 2019 | (1月)大槌IC - 山田南IC (2月)歌津IC - 小泉海岸IC、本吉津谷IC - 大谷海岸IC (3月)釜石南IC - 釜石両石IC、唐桑小原木IC - 陸前高田長部IC (6月)釜石北IC - 大槌IC                        |
| 2020 | (2月)気仙沼中央IC - 気仙沼港IC (3月)久慈北IC - 侍浜IC (7月)宮古中央JCT - 田老真崎海岸IC (11月)小泉海岸IC - 本吉津谷IC (12月)洋野種市IC - 階上IC、田野畑村尾肝要 - 普代村第11地割 |
| 2021 | (3月)気仙沼港IC - 唐桑半島IC、侍浜IC - 洋野種市IC (7月)田野畑村大芦 - 田野畑村田野畑 (12月)普代村第16地割 - 久慈IC                                                               |

- 1982年（昭和57年）10月2日：初原出入口 - 根廻出入口間が仙台松島有料道路として開通[報道 5]（現在の松島大郷IC・松島北ICに当たる）。
- 1986年（昭和61年）9月27日：利府中IC - 松島大郷IC開通により仙台松島有料道路が全線開通[報道 6]。
- 1993年（平成5年）
  - 3月16日：新三陸トンネル開通[報道 7]。
  - 3月25日：松島北IC - 鳴瀬奥松島IC間開通[報道 8] 同時に利府中IC - 鳴瀬奥松島ICを三陸自動車道に改名[報道 9]。
  - 12月16日: 久慈IC - 久慈北IC間開通。
- 1997年（平成9年）3月27日：仙台港北IC - 利府中IC間開通[報道 10]。
- 1998年（平成10年）3月20日：鳴瀬奥松島IC - 石巻河南IC間開通[報道 11][報道 12]。
- 1999年（平成11年）3月24日：大船渡IC - 新三陸トンネル（現・三陸IC）間開通[報道 13]。
- 2001年（平成13年）
  - 6月6日：利府塩釜IC供用開始[報道 14]。
  - 8月1日：仙台港北ICで仙台東部道路と接続[報道 15]。
- 2002年（平成14年）
  - 5月19日：利府JCT開通により仙台北部道路と接続[報道 16]。
  - 8月2日：山田南IC - 山田IC間開通[報道 17]。
- 2003年（平成15年）
  - 12月12日：石巻港本線料金所開設、同時に石巻河南IC料金所廃止[報道 18][報道 19]。
  - 12月14日：石巻河南IC - 河北IC間開通[報道 20]。
- 2005年（平成17年）
  - 3月5日: 八戸南IC - 八戸是川IC間開通。
  - 3月19日：大船渡碁石海岸IC - 大船渡IC間開通[報道 21]。
  - 10月1日：日本道路公団の分割民営化により日本道路公団の管理区間が東日本高速道路株式会社に承継。
- 2006年（平成18年）2月11日: 鵜の巣断崖IC - 田野畑村大芦間開通。
- 2007年（平成19年）
  - 6月9日：河北IC - 桃生津山IC間開通[mlit 19][報道 22]。
  - 6月16日: 種差海岸階上岳IC - 八戸南IC間開通。
- 2008年（平成20年）1月24日：鳴瀬奥松島IC - 石巻河南IC間が料金徴収期間が満了に伴い無料開放。このため、鳴瀬奥松島本線料金所開設。同時に鳴瀬奥松島IC料金所・矢本IC料金所・石巻港IC料金所・石巻港本線料金所廃止[報道 23]。東日本高速道路株式会社から東北地方整備局へ移管[E-NEXCO 2]。
- 2009年（平成21年）
  - 3月15日：通岡IC - 大船渡碁石海岸IC間開通[mlit 20][報道 24]。
  - 3月22日：桃生津山IC - 登米IC間開通[mlit 21][報道 25]。
- 2010年（平成22年）
  - 3月21日：宮古南IC - 宮古中央IC間開通[mlit 22][報道 26]。
  - 3月22日：登米IC - 登米東和IC間開通[mlit 23][報道 27]。
  - 7月15日：船河原PA供用開始[報道 28]。
  - 10月22日：利府JCTの仙台北部道路 利府しらかし台IC方面 ⇔ 利府塩釜IC方面との連絡路の供用開始に伴いフルJCT化完了[mlit 24]。
  - 11月28日: 岩泉龍泉洞IC - 鵜の巣断崖IC間開通[mlit 25]。
  - 12月19日：気仙沼市只越（現・唐桑半島IC） - 気仙沼市館（現・唐桑小原木IC）間開通[報道 29][mlit 26]。将来、この両仮出入口は閉鎖され、ごく近い場所に、改めて仙台方向のみ出入り可能なICが設置される予定。
- 2011年（平成23年）
  - 3月5日：釜石両石IC - 釜石北IC間開通[mlit 27][報道 30]。
  - 3月11日：東北地方太平洋沖地震（東日本大震災）発生により通行止。
  - 3月30日：東北地方太平洋沖地震から早期復旧完了により全面開通[mlit 28]。
- 2012年（平成24年）
  - 7月12日：利府中IC - 松島海岸IC間4車線化[市町村等 6]。
  - 8月8日：春日PA供用開始[報道 31]。
- 2013年（平成25年）
  - 3月9日: 階上IC - 種差海岸階上岳IC間開通[mlit 29]。
  - 10月13日: 普代村第11地割 - 普代村第16地割間開通[mlit 30]。
- 2014年（平成26年）
  - 3月2日: 田野畑村田野畑 - 同村尾肝要間開通[mlit 31]。
  - 3月23日：陸前高田IC - 通岡IC間開通[報道 32][mlit 32][報道 33]。
  - 3月25日：松島海岸IC - 松島北IC間4車線化[道路公社 2][報道 34]。
  - 3月29日: 八戸是川IC - 八戸JCT間開通[mlit 33][報道 35]。八戸自動車道と接続[E-NEXCO 3]。同時に八戸JCT料金所が開設。
- 2015年（平成27年）
  - 3月30日：松島北IC - 鳴瀬奥松島IC間4車線化[道路公社 3]。
  - 3月31日：鳴瀬奥松島IC - 石巻河南IC間下り線2車線化[報道 36]。
  - 10月4日：石巻女川IC供用開始[mlit 34][報道 37]。鳴瀬奥松島IC - 石巻女川IC間4車線化[mlit 35]。
  - 11月29日：三陸IC - 吉浜IC間開通[mlit 36][報道 38]。
- 2016年（平成28年）
  - 3月5日：仙台港北IC - 利府JCT間下り線2車線化[E-NEXCO 4]。
  - 3月27日：仙台港北IC - 利府JCT間4車線化完了および多賀城IC供用開始[E-NEXCO 5][報道 39]。
  - 4月16日：登米東和IC - 三滝堂IC間開通[mlit 37][報道 40]。
  - 10月30日：三滝堂IC - 志津川IC間開通[mlit 38][報道 41]。
- 2017年（平成29年）
  - 3月20日：志津川IC - 南三陸海岸IC間開通[mlit 39]。
  - 3月30日：石巻女川IC - 桃生豊里IC間4車線化[mlit 40]。
  - 11月19日：山田IC - 宮古南IC間開通[mlit 41]。
  - 12月9日：南三陸海岸IC - 歌津IC間開通[mlit 42]。
- 2018年（平成30年）
  - 3月21日：田老真崎海岸IC - 岩泉龍泉洞IC間開通により三陸北縦貫道路と接続[mlit 43][mlit 44]。
  - 3月25日：大谷海岸IC - 気仙沼中央IC間開通[mlit 45]。
  - 7月28日：陸前高田長部IC - 陸前高田IC間開通[mlit 46]。
  - 8月11日：吉浜IC - 釜石南IC間開通[mlit 46]。
- 2019年（平成31年 / 令和元年）
  - 1月12日：大槌IC - 山田南IC間開通[mlit 47]。
  - 2月16日：歌津IC - 小泉海岸IC間、本吉津谷IC - 大谷海岸IC間開通[mlit 48]。
  - 3月9日：釜石南IC - 釜石両石IC間開通[mlit 49]。
  - 3月21日：唐桑小原木IC - 陸前高田長部IC間開通[mlit 14]。
  - 6月22日：釜石北IC - 大槌IC間開通[mlit 50]。
- 2020年（令和2年）
  - 2月24日：気仙沼中央IC - 気仙沼港IC間開通[mlit 51]。
  - 3月1日: 久慈北IC - 侍浜IC間開通[mlit 52]。
  - 7月12日：宮古中央JCT - 田老真崎海岸IC間開通[mlit 53]。
  - 11月21日：小泉海岸IC - 本吉津谷IC間開通[mlit 54]。
  - 12月12日: 洋野種市IC - 階上IC間開通[mlit 55]。
  - 12月19日: 田野畑村尾肝要 - 普代村第11地割間開通[mlit 56]。
- 2021年（令和3年）
  - 3月6日：気仙沼港IC - 唐桑半島IC間開通[mlit 57]。
  - 3月20日: 侍浜IC - 洋野種市IC間開通[mlit 58][報道 42]。
  - 7月10日: 田野畑村大芦 - 同村田野畑間開通[mlit 59]。
  - 12月18日: 普代村第16地割 - 久慈IC間開通により全線開通[mlit 7][報道 2]。

## 路線状況

### 車線・最高速度・料金
| 区間                          | 車線   | 車線   | 車線   | 最高速度   | 設計速度 | 料金 | 備考  |
| 区間                          | 上下線 | 上り線 | 下り線 | 最高速度   | 設計速度 | 料金 | 備考  |
| ----------------------------- | ------ | ------ | ------ | ---------- | -------- | ---- | ----- |
| 仙台港北IC - 多賀城IC         | 4      | 2      | 2      | 100 km/h※1 | 100 km/h | 有料 |       |
| 多賀城IC - 利府JCT            | 6      | 3      | 3      | 100 km/h※1 | 100 km/h | 有料 |       |
| 利府JCT - 利府中IC            | 4      | 2      | 2      | 100 km/h※1 | 100 km/h | 有料 |       |
| 利府中IC - 松島北IC           | 4      | 2      | 2      | 80 km/h    | 80 km/h  | 有料 |       |
| 松島北IC - 鳴瀬奥松島IC       | 4      | 2      | 2      | 100 km/h※1 | 100 km/h | 有料 |       |
| 鳴瀬奥松島IC - 桃生豊里IC     | 4      | 2      | 2      | 100 km/h※1 | 100 km/h | 無料 |       |
| 桃生豊里IC - 登米IC           | 2      | 1      | 1      | 70 km/h    | 100 km/h | 無料 | ※2    |
| 登米IC - 三滝堂IC             | 2      | 1      | 1      | 70 km/h    | 80 km/h  | 無料 | ※3    |
| 三滝堂IC - 唐桑半島IC         | 2      | 1      | 1      | 80 km/h    | 80 km/h  | 無料 | ※3 ※4 |
| 唐桑半島IC - 唐桑小原木IC     | 2      | 1      | 1      | 70 km/h    | 80 km/h  | 無料 | ※2    |
| 唐桑小原木IC - 陸前高田IC     | 2      | 1      | 1      | 80 km/h    | 80 km/h  | 無料 | ※3 ※4 |
| 陸前高田IC - 吉浜IC           | 2      | 1      | 1      | 70 km/h    | 80 km/h  | 無料 | ※2    |
| 吉浜IC - 釜石JCT              | 2      | 1      | 1      | 80 km/h    | 80 km/h  | 無料 | ※3 ※4 |
| 釜石JCT - 釜石北IC            | 2      | 1      | 1      | 70 km/h    | 80 km/h  | 無料 | ※3    |
| 釜石北IC - 山田南IC           | 2      | 1      | 1      | 80 km/h    | 80 km/h  | 無料 | ※3 ※4 |
| 山田南IC - 山田IC             | 2      | 1      | 1      | 70 km/h    | 80 km/h  | 無料 | ※2    |
| 山田IC - 宮古南IC             | 2      | 1      | 1      | 80 km/h    | 80 km/h  | 無料 | ※3 ※4 |
| 宮古南IC - 宮古中央IC/JCT     | 2      | 1      | 1      | 70 km/h    | 80 km/h  | 無料 | ※2    |
| 宮古中央IC/JCT - 岩泉龍泉洞IC | 2      | 1      | 1      | 80 km/h    | 80 km/h  | 無料 | ※3 ※4 |
| 岩泉龍泉洞IC - 田野畑南IC     | 2      | 1      | 1      | 70 km/h    | 80 km/h  | 無料 | ※3    |
| 田野畑南IC - 田野畑中央IC     | 2      | 1      | 1      | 80 km/h    | 80 km/h  | 無料 | ※3 ※4 |
| 田野畑中央IC - 田野畑北IC     | 2      | 1      | 1      | 70 km/h    | 80 km/h  | 無料 | ※3    |
| 田野畑北IC - 普代村第11地割   | 2      | 1      | 1      | 80 km/h    | 80 km/h  | 無料 | ※3 ※4 |
| 普代村第11地割 - 同村第16地割 | 2      | 1      | 1      | 70 km/h    | 80 km/h  | 無料 | ※3    |
| 普代村第16地割 - 普代北IC     | 2      | 1      | 1      | 70 km/h    | 80 km/h  | 無料 | ※3 ※4 |
| 普代北IC - 久慈IC             | 2      | 1      | 1      | 80 km/h    | 80 km/h  | 無料 | ※3 ※4 |
| 久慈IC - 久慈北IC             | 2      | 1      | 1      | 70 km/h    | 80 km/h  | 無料 | ※2    |
| 久慈北IC - 階上IC             | 2      | 1      | 1      | 80 km/h    | 80 km/h  | 無料 | ※3 ※4 |
| 階上IC - 八戸是川IC           | 2      | 1      | 1      | 70 km/h    | 80 km/h  | 無料 | ※2    |
| 八戸是川IC - 八戸JCT          | 2      | 1      | 1      | 70 km/h    | 80 km/h  | 有料 | ※2    |

※1：…制限速度（指定速度）。大型貨物車等・三輪・牽引車は80 km/h、最低速度は50 km/h。
※2：暫定2車線。
※3：完成2車線。
※4：中央分離帯付き。
三陸自動車道は区間によって道路規格、道路管理者が異なる（宮城県道路公社、東日本高速道路株式会社、国土交通省）ため、最高速度が異なる。また、鳴瀬奥松島本線料金所・八戸JCT料金所付近は40 km/h、一部区間には分離帯（鉄柵、ガードレール、コンクリート、ワイヤロープ等）が設置されているため80 km/hとなっている。

### 休憩施設
道路管理者の三陸国道事務所と南三陸沿岸国道事務所からドライバー向けの情報MAPが提供されていて、2023年4月現在では以下の通りになっている。サービスエリアとガソリンスタンドの設置されたパーキングエリアは存在しない。
| 施設名             | 設置区間                     | 営業形態         | トイレ | 自販機 | 備考                                                                               |
| ------------------ | ---------------------------- | ---------------- | ------ | ------ | ---------------------------------------------------------------------------------- |
| 春日PA             | 利府中IC - 松島海岸IC        | 有人（24時間）   | 〇     | 〇     | 給電スタンド（24時間）・コンビニ・松屋（7時 - 20時）・文化財展示室（下り線のみ）   |
| 矢本PA             | 鳴瀬奥松島IC - 矢本IC        | 有人（日中のみ） | 〇     | 〇     | 無料休憩施設内に売店施設あり 道の駅東松島隣接（上り線のみ）                        |
| 道の駅上品の郷     | 河北IC近接                   | 有人（夜間除く） | 〇     | 〇     | コンビニ（6時 - 22時）・フードコート・農産物直売所・温泉保養施設                   |
| 道の駅三滝堂       | 三滝堂IC隣接                 | 有人（24時間）   | 〇     | 〇     | コンビニ・フードコート・ドッグラン・RVパーク（電源付き車中泊対応スペース）         |
| 本吉PA             | 本吉津谷IC - 大谷海岸IC      | 無人             | 〇     | 〇     | 隔週土曜日のみ軽トラ市が出店                                                       |
| 道の駅大谷海岸     | 大谷海岸IC近接               | 有人（日中のみ） | 〇     | 〇     | 物産館・産直施設・レストラン                                                       |
| 船河原PA           | 通岡IC - 大船渡碁石海岸IC    | 無人             | ×      | ×      | 下り線のみ、展望台                                                                 |
| 道の駅さんりく     | 三陸IC隣接                   | 有人（日中のみ） | 〇     | 〇     | 売店施設・レストラン・ファストフード                                               |
| 浪板PA             | 大槌IC - 山田南IC            | 無人             | ×      | ×      | 緊急連絡路（下り線のみ）                                                           |
| 道の駅やまだ       | 山田IC近接                   | 有人（日中のみ） | 〇     | 〇     | 売店施設・レストラン、2023年7月に山田南IC付近から移転                              |
| 津軽石PA           | 山田北IC - 宮古南IC          | 無人             | ×      | ×      | 避難階段（上り線のみ）・緊急避難路（下り線のみ）                                   |
| 道の駅たろう       | 田老南IC・田老真崎海岸IC近接 | 有人（24時間）   | 〇     | 〇     | コンビニ・売店施設・農産物直売所・レストラン・ファストフード・ドッグラン           |
| 田野畑CB           | 田野畑南IC - 田野畑中央IC    | 無人             | ×      | ×      | 道の駅たのはたが隣接しているが立ち入り不可                                         |
| 道の駅たのはた     | 田野畑南IC・田野畑中央IC近接 | 有人（日中のみ） | 〇     | 〇     | 給電スタンド（24時間）・売店施設・レストラン・ファストフード・加工体験室・宿泊施設 |
| 道の駅青の国ふだい | 普代IC近接                   | 有人（日中のみ） | 〇     | 〇     | 売店施設・軽食コーナー                                                             |
| 道の駅のだ         | 野田IC近接                   | 有人（日中のみ） | 〇     | 〇     | 売店施設・レストラン・農産物直売所                                                 |
| 道の駅いわて北三陸 | 久慈北IC隣接                 | 有人（日中のみ） | 〇     | 〇     | 給電スタンド・売店施設・フードコート・ガソリンスタンド                             |
| 道の駅はしかみ     | 種差海岸階上岳IC近接         | 有人（日中のみ） | 〇     | 〇     | 売店施設・レストラン・農産物直売所                                                 |

有料区間内のPAは春日PAの1箇所のみで標準的なPAの施設が揃っている。無料区間内（鳴瀬奥松島IC - 八戸是川IC）に存在するPAは矢本PAと本吉PAを除いて施設は駐車場のみとなっている。無料区間内のICにおいては「出入りに料金が発生しない」という利点を生かして、一般道の休憩施設と隣接か近接する形で整備を行い、施設にPAの代替機能を持たせた例が多くみられる。

### 主な構造物

#### トンネルと橋
| トンネル・橋梁名称 | 読み方                 | 延長                        | 区間                          | 備考 |
| ------------------ | ---------------------- | --------------------------- | ----------------------------- | --- |
| 多賀城高架橋       | たがじょう             | 上り：3,725 m 下り：3,724 m | 仙台港北IC - 利府JCT          | 暫定2車線で供用されていたが、東日本大震災からの復興道路整備という意義もあり2012年（平成24年）度補正予算にて4車線化（暫定2車線の解消）および橋の中間付近に多賀城ICを設置することが盛り込まれ、同年4月に着工し、2016年（平成28年）3月27日に供用を開始した。 国道45号（現道）、JR仙石線、仙台臨海鉄道臨海本線、JR東北本線、宮城県道35号泉塩釜線を跨ぐ。 |
| 藤田大橋           | ふじた                 | 上り：130 m 下り：142 m     | 利府塩釜IC - 利府中IC         | |
| 春日橋             | かすが                 | 92 m                        | 利府塩釜IC - 利府中IC         | 宮城県道8号仙台松島線を跨ぐ。 |
| 赤沼大橋           | あかぬま               | 上り：142 m 下り：151 m     | 利府中IC - 松島海岸IC         | |
| 赤沼橋             | あかぬま               | 17 m                        | 松島海岸IC - 松島大郷IC       | 宮城県道144号赤沼松島線を跨ぐ。 |
| 桜渡戸大橋         | さくらわたしと         | 上り：210 m 下り：200 m     | 松島海岸IC - 松島大郷IC       | 宮城県道8号仙台松島線を跨ぐ。 |
| 樋渡橋             | ひわたし               | 上り：19 m 下り：18 m       | 松島海岸IC - 松島大郷IC       | |
| 初原大橋           | はつばら               | 19 m                        | 松島海岸IC - 松島大郷IC       | 宮城県道9号大和松島線を跨ぐ。 |
| 山下橋             | やました               | 37 m                        | 松島大郷IC - 松島北IC         | |
| 黒ヶ沢橋           | くろがさわ             | 60 m                        | 松島大郷IC - 松島北IC         | |
| 天神大橋           | てんじん               | 上り：235 m 下り：238 m     | 松島大郷IC - 松島北IC         | |
| 高城川新橋         | たかぎがわ             | 201 m                       | 松島大郷IC - 松島北IC         | JR東北本線、国道346号を跨ぐ。 |
| 根廻橋             | ねまわり               | 35 m                        | 松島大郷IC - 松島北IC         | 国道45号（現道）を跨ぐ。 |
| 前沢橋             | まえさわ               | 上り：51 m 下り：43 m       | 松島北IC - 鳴瀬奥松島IC       | |
| 左坂橋             | あてらざか             | 上り：28 m 下り：26 m       | 松島北IC - 鳴瀬奥松島IC       | 国道45号（現道）を跨ぐ。 |
| 堤大橋             | つつみ                 | 380 m                       | 松島北IC - 鳴瀬奥松島IC       | 国道45号（現道）を跨ぐ。 |
| 鳴瀬奥松島大橋     | おくなるせまつしま     | 上り：410 m 下り：415 m     | 鳴瀬奥松島IC - 矢本IC         | 幅員22 mの橋。構造はバスケットハンドル形式ニーハセン系ローゼ桁。橋の下を鳴瀬川および吉田川が流れている。国道45号（現道）、宮城県道150号鳴瀬南郷線を跨ぐ。 |
| 新田橋             | にった                 | 150 m                       | 鳴瀬奥松島IC - 矢本IC         | |
| 高松橋             | たかまつ               | 上り：134 m 下り：136 m     | 鳴瀬奥松島IC - 矢本IC         | 宮城県道204号河南鳴瀬線を跨ぐ。 |
| 旗沢橋             | はたざわ               | 160 m                       | 鳴瀬奥松島IC - 矢本IC         | |
| 上小松橋           | かみこまつ             | 上り：141 m 下り：138 m     | 鳴瀬奥松島IC - 矢本IC         | 宮城県道243号大塩小野停車場線を跨ぐ。 |
| 三間堀橋           | さんげんぼり           | 19 m                        | 鳴瀬奥松島IC - 矢本IC         | |
| 矢本大橋           | やもと                 | 126 m                       | 矢本IC - 石巻港IC             | 定川を跨ぐ。 |
| 川前こ道橋         | かわまえ               | 24 m                        | 矢本IC - 石巻港IC             | |
| 赤井堀橋           | あかいぼり             | 17 m                        | 石巻港IC - 石巻河南IC         | |
| 赤井こ道橋         | あかい                 | 27 m                        | 石巻港IC - 石巻河南IC         | 宮城県道265号河南石巻港インター線を跨ぐ。 |
| 川南こ道橋         | かわみなみ             | 24 m                        | 石巻港IC - 石巻河南IC         | |
| 曽波神高架橋       | そばのかみ             | 514 m                       | 石巻女川IC - 河北IC\|         | 幅員11.2 mの橋。構造は連続合理化鋼床版2主化鈑桁橋である。国道45号（現道）、JR石巻線を跨ぐ。 |
| 鹿又高架橋         | かのまた               | 上り：473 m 下り：497 m     | 石巻女川IC - 河北IC\|         | 国道45号（現道）を跨ぐ。 |
| 新天王橋           | しんてんのう           | 上り：426 m 下り：430 m     | 石巻女川IC - 河北IC\|         | 橋の下を旧北上川が流れている。宮城県道191号鹿又広渕線、宮城県道196号神取河北線を跨ぐ。 |
| 崎山橋             | さきやま               | 34 m                        | 河北IC - 桃生豊里IC           | |
| 稲荷橋             | いなり                 | 63 m                        | 河北IC - 桃生豊里IC           | |
| 山居沢橋           | さんぎょざわ           | 上り：96 m 下り：83 m       | 河北IC - 桃生豊里IC           | |
| 日高見大橋         | ひたかみ               | 825 m                       | 桃生津山IC - 登米IC           | 構造は2+9+7径間連続鋼2主桁橋で周囲の景観に配慮して設計された。橋の下を旧北上川が流れているほか、 同じくJR気仙沼線・宮城県道61号涌谷津山線・宮城県道257号河南登米線が敷設されている。 |
| 鴇波トンネル       | ときなみ               | 990 m                       | 桃生津山IC - 登米IC           | |
| 成沢橋             | なりさわ               | 45 m                        | 桃生津山IC - 登米IC           | |
| 日野渡橋           | ひのと                 | 上り：72 m 下り：89 m       | 桃生津山IC - 登米IC           | 宮城県道36号築館登米線を跨ぐ。 |
| 新米谷大橋         | しんまいや             | 522 m                       | 登米IC - 登米東和IC           | 幅員11.2 mの橋。構造は4径間連続鋼床版曲線箱桁橋（桁間は116 m・144 m・144 m・116 m）である。国道342号、北上川、宮城県道202号東和登米線を跨ぐ。 |
| 岩の沢橋           | いわのさわ             | 259 m                       | 登米東和IC - 三滝堂IC         | 国道398号を跨ぐ。 |
| 福平橋             | ふくだいら             | 49 m                        | 登米東和IC - 三滝堂IC         | 国道398号を跨ぐ。 |
| 杉の沢橋           | すぎのさわ             | 104 m                       | 三滝堂IC - 志津川IC           | |
| 獅子鼻橋           | ししはな               | 148 m                       | 三滝堂IC - 志津川IC           | |
| 登米志津川トンネル | とめしづかわ           | 1,432 m                     | 三滝堂IC - 志津川IC           | 坑口脇の銘板では「志津川トンネル」 |
| 寺沢橋             | てらさわ               | 130 m                       | 三滝堂IC - 志津川IC           | |
| 小森橋             | こもり                 | 150 m                       | 志津川IC - 南三陸海岸IC       | 国道398号を跨ぐ。 |
| 新井田1号トンネル  | にいだいちごう         | 451 m                       | 志津川IC - 南三陸海岸IC       | |
| 新井田2号トンネル  | にいだにごう           | 103 m                       | 志津川IC - 南三陸海岸IC       | |
| 新井田3号トンネル  | にいださんごう         | 201 m                       | 志津川IC - 南三陸海岸IC       | |
| 磯の沢大橋         | いそのさわ             | 163 m                       | 志津川IC - 南三陸海岸IC       | 宮城県道206号馬籠志津川線を跨ぐ。 |
| 立沢橋             | たつさわ               | 165 m                       | 南三陸海岸IC - 歌津IC         | |
| 大上坊橋           | だいじょうぼう         | 146 m                       | 南三陸海岸IC - 歌津IC         | |
| 清水トンネル       | しず                   | 406 m                       | 南三陸海岸IC - 歌津IC         | |
| 蛇王橋             | じゃおう               | 121 m                       | 南三陸海岸IC - 歌津IC         | |
| 伊里前川橋         | いさとまえがわ         | 180 m                       | 歌津IC - 歌津北IC             | 宮城県道236号払川町向線を跨ぐ。 |
| 港川橋             | みなとがわ             | 107 m                       | 歌津IC - 歌津北IC             | |
| 柳沢川橋           | やなぎさわがわ         | 94 m                        | 歌津北IC - 小泉海岸IC         | |
| 外尾橋             | そでお                 | 65 m                        | 歌津北IC - 小泉海岸IC         | |
| 津谷川橋           | つやがわ               | 190 m                       | 歌津北IC - 小泉海岸IC         | JR気仙沼線BRT、津谷川を跨ぐ。 |
| 登米沢橋           | とよまざわ             | 115 m                       | 小泉海岸IC - 本吉津谷IC       | |
| 本吉津谷跨道橋     | もとよしつや           | 102 m                       | 小泉海岸IC - 本吉津谷IC       | JR気仙沼線BRT、国道45号（現道）を跨ぐ。 |
| 大沢川橋           | おおさわがわ           | 64 m                        | 本吉津谷IC - 大谷海岸IC       | |
| 赤牛川橋           | あかうしがわ           | 71 m                        | 本吉津谷IC - 大谷海岸IC       | |
| 滝根川橋           | たきねがわ             | 21 m                        | 大谷海岸IC - 岩井崎IC         | |
| 面瀬橋             | おもせ                 | 42 m                        | 岩井崎IC - 気仙沼中央IC       | |
| 気仙沼中央IC橋     | けせんぬまちゅうおう   | 81 m                        | 気仙沼中央IC - 気仙沼港IC     | 国道45号（現道）を跨ぐ。 |
| 片浜１号橋         | かたはま               | 34 m                        | 気仙沼中央IC - 気仙沼港IC     | 宮城県道26号気仙沼唐桑線を跨ぐ。 |
| 片浜２号橋         | かたはま               | 36 m                        | 気仙沼中央IC - 気仙沼港IC     | JR気仙沼線BRTを跨ぐ。 |
| 気仙沼湾横断橋     | けせんぬまわんおうだん | 1,344 m                     | 気仙沼港IC - 浦島大島IC       | 愛称『かなえおおはし』。気仙沼市にある道路橋で、大川河口部と気仙沼湾湾奥部をまたぐ長大橋である。海上部680 m + 陸上部664 m、幅員は陸上部12.0 m、海上部14.0 mとなっている。構造は、海上部が3径間連続鋼斜張橋、陸上部が鋼7+3径間連続箱桁橋で、海上部は東北地方で最大の斜張橋である。                                                                    |
| 大浦トンネル       | おおうら               | 361 m                       | 浦島大島IC - 気仙沼鹿折IC     | |
| 浪板1号橋          | なみいた               | 145 m                       | 浦島大島IC - 気仙沼鹿折IC     | |
| 浪板2号橋          | なみいた               | 54 m                        | 浦島大島IC - 気仙沼鹿折IC     | |
| 東八幡前橋         | ひがしはちまんまえ     | 120 m                       | 気仙沼鹿折IC - 唐桑半島IC     | 宮城県道26号気仙沼唐桑線を跨ぐ。 |
| 大峠山橋           | おおとうげやま         | 276 m                       | 気仙沼鹿折IC - 唐桑半島IC     | |
| 大峠山トンネル     | おおとうげやま         | 469 m                       | 気仙沼鹿折IC - 唐桑半島IC     | |
| 新唐桑トンネル     | しんからくわ           | 1,167 m                     | 気仙沼鹿折IC - 唐桑半島IC     | 唐桑半島ICの出入口はそれぞれこのトンネルを挟んで反対側に位置している。 |
| 只越大橋           | ただこし               | 95 m                        | 唐桑半島IC - 唐桑小原木IC     | 唐桑道路開通時においては仙台方向は国道45号現道に接続するために橋梁が曲がって架橋されていた。三陸道の新唐桑トンネルに接続するためには橋梁が直線になっている必要があるので、気仙沼港IC - 唐桑半島ICの開通の直前の2021年2月5日から2月8日にかけて架け替え工事が行われた。国道45号（現道）を跨ぐ。                                                        |
| 霧立トンネル       | きりたち               | 2,039 m                     | 唐桑半島IC - 唐桑小原木IC     | 当トンネルと並行し旧道にあたる国道45号は、霧立山を東側に迂回して唐桑半島に向かう線形をとっている。 |
| 小原木橋           | こはらぎ               | 11 m                        | 唐桑半島IC - 唐桑小原木IC     | |
| 夜這路川橋         | よばいじがわ           | 24 m                        | 唐桑小原木IC - 陸前高田長部IC | |
| 青野沢川橋         | あおのざわがわ         | 287 m                       | 唐桑小原木IC - 陸前高田長部IC | |
| 小原木長部トンネル | こはらぎおさべ         | 910 m                       | 唐桑小原木IC - 陸前高田長部IC | トンネル内に県境があり、壁面に県名が表示されている。 |
| 長部高架橋         | おさべ                 | 408 m                       | 陸前高田長部IC - 陸前高田IC   | |
| 今泉トンネル       | いまいずみ             | 706 m                       | 陸前高田長部IC - 陸前高田IC   | |
| 気仙川大橋         | けせんがわ             | 438 m                       | 陸前高田長部IC - 陸前高田IC   | 気仙川を跨ぐ。 |
| 通岡トンネル       | かよおか               | 1,230 m                     | 通岡IC - 大船渡碁石海岸IC     | 通岡峠 |
| 丸森橋             | まるもり               | 48 m                        | 大船渡碁石海岸IC - 大船渡IC   | |
| 下船渡1号橋        | しもふなと             | 24 m                        | 大船渡碁石海岸IC - 大船渡IC   | |
| 下船渡2号橋        | しもふなと             | 30 m                        | 大船渡碁石海岸IC - 大船渡IC   | |
| 下船渡3号橋        | しもふなと             | 47 m                        | 大船渡碁石海岸IC - 大船渡IC   | |
| 宮ノ前橋           | みやのまえ             | 54 m                        | 大船渡碁石海岸IC - 大船渡IC   | |
| 永沢橋             | ながさわ               | 135 m                       | 大船渡碁石海岸IC - 大船渡IC   | |
| 北笹崎川橋         | きたさきざきがわ       | 95 m                        | 大船渡碁石海岸IC - 大船渡IC   | |
| 笹崎トンネル       | さきざき               | 284 m                       | 大船渡碁石海岸IC - 大船渡IC   | |
| 須崎川橋           | すざきがわ             | 275 m                       | 大船渡碁石海岸IC - 大船渡IC   | |
| 明神前トンネル     | みょうじんまえ         | 1,129 m                     | 大船渡碁石海岸IC - 大船渡IC   | |
| 御山下大橋         | おやました             | 360 m                       | 大船渡碁石海岸IC - 大船渡IC   | |
| 盛トンネル         | さかり                 | 221 m                       | 大船渡碁石海岸IC - 大船渡IC   | |
| 宇津野沢川橋       | うつのざわがわ         | 57 m                        | 大船渡碁石海岸IC - 大船渡IC   | |
| 宇津野沢トンネル   | うつのざわ             | 269 m                       | 大船渡碁石海岸IC - 大船渡IC   | |
| 権現堂トンネル     | ごんげんどう           | 665 m                       | 大船渡碁石海岸IC - 大船渡IC   | |
| 盛川大橋           | さかりがわ             | 360 m                       | 大船渡碁石海岸IC - 大船渡IC   | 国道107号、盛川、岩手開発鉄道日頃市線を跨ぐ。 |
| 前田橋             | まえだ                 | 202 m                       | 大船渡碁石海岸IC - 大船渡IC   | |
| 立根大橋           | たっこん               | 210 m                       | 大船渡IC - 大船渡北IC         | |
| 滝入川橋           | たきのいりがわ         | 42 m                        | 大船渡IC - 大船渡北IC         | |
| 細野橋             | ほその                 | 28 m                        | 大船渡北IC - 三陸IC           | |
| 畳石橋             | たたみいし             | 214 m                       | 大船渡北IC - 三陸IC           | 国道45号（現道）を跨ぐ。 |
| 新三陸トンネル     | しんさんりく           | 2,226 m                     | 大船渡北IC - 三陸IC           | 当トンネルと並行し旧道にあたる国道45号には「三陸トンネル」があり、いずれも大峠の交通を成している。 |
| 越喜来高架橋       | おきらい               | 584 m                       | 三陸IC - 吉浜IC               | |
| 吉浜トンネル       | よしはま               | 1,644 m                     | 三陸IC - 吉浜IC               | |
| 吉浜高架橋         | よしはま               | 373 m                       | 三陸IC - 吉浜IC               | |
| 新白木沢橋         | しんしろきざわ         | 250 m                       | 吉浜IC - 釜石南IC             | |
| 新鍬台トンネル     | しんくわだい           | 3,330 m                     | 吉浜IC - 釜石南IC             | 三陸道で最長。鍬台峠 |
| 荒川高架橋         | あらかわ               | 370 m                       | 釜石南IC - 釜石唐丹IC         | 国道45号（現道）を跨ぐ。 |
| 荒川トンネル       | あらかわ               | 1,169 m                     | 釜石南IC - 釜石唐丹IC         | |
| 片岸高架橋         | かたぎし               | 352 m                       | 釜石南IC - 釜石唐丹IC         | |
| 片岸トンネル       | かたぎし               | 465 m                       | 釜石南IC - 釜石唐丹IC         | |
| 桜峠トンネル       | さくらとうげ           | 521 m                       | 釜石南IC - 釜石唐丹IC         | |
| 篠倉山トンネル     | しのくらやま           | 3,023 m                     | 釜石唐丹IC - 釜石JCT          | |
| 小佐野高架橋       | こさの                 | 460 m                       | 釜石JCT - 釜石中央IC          | 甲子川を跨ぐ。 |
| 釜石中央IC橋       | かまいしちゅうおう     | 69 m                        | 釜石中央IC - 釜石両石IC       | 国道283号、JR釜石線を跨ぐ。 |
| 釜石トンネル       | かまいし               | 873 m                       | 釜石中央IC - 釜石両石IC       | |
| 八雲こ道橋         | やぐも                 | 81 m                        | 釜石中央IC - 釜石両石IC       | |
| 八雲トンネル       | やぐも                 | 635 m                       | 釜石中央IC - 釜石両石IC       | |
| 新鳥ヶ澤トンネル   | しんとりがさわ         | 839 m                       | 釜石中央IC - 釜石両石IC       | |
| 女遊部トンネル     | おなっぺ               | 149 m                       | 釜石中央IC - 釜石両石IC       | |
| 新水海トンネル     | しんみずうみ           | 445 m                       | 釜石中央IC - 釜石両石IC       | |
| 水海高架橋         | みずうみ               | 184 m                       | 釜石中央IC - 釜石両石IC       | 岩手県道242号水海大渡線、三陸鉄道リアス線を跨ぐ。 |
| 両石トンネル       | りょういし             | 1,209 m                     | 釜石両石IC - 釜石北IC         | |
| 両石高架橋         | りょういし             | 176 m                       | 釜石両石IC - 釜石北IC         | |
| 恋の峠トンネル     | こいのとうげ           | 343 m                       | 釜石両石IC - 釜石北IC         | |
| 鵜住居第１高架橋   | うのすまいだいいち     | 137 m                       | 釜石両石IC - 釜石北IC         | |
| 鵜住居第２高架橋   | うのすまいだいに       | 187 m                       | 釜石両石IC - 釜石北IC         | |
| 鵜住居第1トンネル  | うのすまいだいいち     | 937 m                       | 釜石両石IC - 釜石北IC         | |
| 鵜住居川橋         | うのすまいがわ         | 146 m                       | 釜石両石IC - 釜石北IC         | 岩手県道35号釜石遠野線、鵜住居川を跨ぐ。 |
| 鵜住居第2トンネル  | うのすまいだいに       | 1,445 m                     | 釜石北IC - 大槌IC             | |
| 小鎚第1トンネル    | こづちだいいち         | 309 m                       | 釜石北IC - 大槌IC             | |
| 小鎚高架橋         | こづち                 | 170 m                       | 釜石北IC - 大槌IC             | |
| 小鎚第2トンネル    | こづちだいに           | 975 m                       | 釜石北IC - 大槌IC             | |
| 大槌高架橋         | おおつち               | 375 m                       | 釜石北IC - 大槌IC             | 大槌川、岩手県道26号大槌小国線を跨ぐ。 |
| 大槌第1トンネル    | おおつちだいいち       | 256 m                       | 大槌IC - 山田南IC             | |
| 大槌第2トンネル    | おおつちだいに         | 2,043 m                     | 大槌IC - 山田南IC             | |
| 浪板高架橋         | なみいた               | 159 m                       | 大槌IC - 山田南IC             | |
| 鯨山橋             | くじらやま             | 38 m                        | 大槌IC - 山田南IC             | |
| 大槌大沢橋         | おおつちおおさわ       | 155 m                       | 大槌IC - 山田南IC             | |
| 四十八坂大橋       | しじゅうはっさか       | 210 m                       | 大槌IC - 山田南IC             | |
| 新四十八坂橋       | しんしじゅうはっさか   | 71 m                        | 大槌IC - 山田南IC             | |
| 船越トンネル       | ふなこし               | 1,288 m                     | 山田南IC - 山田IC             | |
| 織笠高架橋         | おりかさ               | 675 m                       | 山田南IC - 山田IC             | |
| 細浦跨道橋         | ほそうら               | 17 m                        | 山田南IC - 山田IC             | |
| 山田高架橋         | やまだ                 | 470 m                       | 山田南IC - 山田IC             | |
| 山田トンネル       | やまだ                 | 774 m                       | 山田南IC - 山田IC             | |
| 関谷高架橋         | せきや                 | 609 m                       | 山田南IC - 山田IC             | 三陸鉄道リアス線を跨ぐ。 |
| 間木戸トンネル     | まきど                 | 977 m                       | 山田IC - 山田北IC             | |
| 田名部トンネル     | たなべ                 | 1,985 m                     | 山田IC - 山田北IC             | |
| 田名部橋           | たなべ                 | 25 m                        | 山田IC - 山田北IC             | |
| 豊間根大橋         | とよまね               | 95 m                        | 山田IC - 山田北IC             | |
| 豊間根こ線橋       | とよまね               | 31 m                        | 山田IC - 山田北IC             | 三陸鉄道リアス線を跨ぐ。 |
| 豊間根トンネル     | とよまね               | 709 m                       | 山田IC - 山田北IC             | |
| 荒川川橋           | あらかわがわ           | 67 m                        | 山田IC - 山田北IC             | |
| 七田川橋           | しちたがわ             | 44 m                        | 山田北IC - 宮古南IC           | |
| 津軽石トンネル     | つがるいし             | 491 m                       | 山田北IC - 宮古南IC           | |
| 金浜跨線橋         | かねはま               | 16 m                        | 宮古南 - 宮古中央IC           | |
| 閉伊川大橋         | へいがわ               | 502 m                       | 宮古中央IC/JCT - 宮古北IC     | 岩手県道277号宮古港線、閉伊川、国道106号（現道）、JR山田線、岩手県道40号宮古岩泉線を跨ぐ。 |
| 千徳城トンネル     | せんとくじょう         | 426 m                       | 宮古中央IC/JCT - 宮古北IC     | |
| 新近内橋           | しんちかない           | 40 m                        | 宮古中央IC/JCT - 宮古北IC     | |
| 山口トンネル       | やまぐち               | 406 m                       | 宮古中央IC/JCT - 宮古北IC     | |
| 天神橋             | てんじん               | 31 m                        | 宮古中央IC/JCT - 宮古北IC     | |
| 猿峠トンネル       | さるとうげ             | 2,258 m                     | 宮古北IC - 田老南IC           | トンネル上の地上を岩手県道40号宮古岩泉線が通る。 |
| 一の渡トンネル     | いちのわたり           | 212 m                       | 宮古北IC - 田老南IC           | |
| 女遊戸トンネル     | おなつべ               | 845 m                       | 宮古北IC - 田老南IC           | |
| 松月トンネル       | まっつき               | 611 m                       | 宮古北IC - 田老南IC           | |
| 樫内トンネル       | かしない               | 1,417 m                     | 宮古北IC - 田老南IC           | |
| 田代川橋           | たしろがわ             | 170 m                       | 宮古北IC - 田老南IC           | 田代川（田老川）、三陸鉄道リアス線を跨ぐ。 |
| 小田代トンネル     | こだしろ               | 455 m                       | 宮古北IC - 田老南IC           | |
| 神田川橋           | かんだがわ             | 66 m                        | 宮古北IC - 田老南IC           | 岩手県道177号有芸田老線を跨ぐ。 |
| 大平トンネル       | おおひら               | 674 m                       | 田老南IC - 田老真崎海岸IC     | |
| 田の沢橋           | たのさわ               | 62 m                        | 田老南IC - 田老真崎海岸IC     | |
| 館が森トンネル     | たてがもり             | 553 m                       | 田老南IC - 田老真崎海岸IC     | |
| ケラストンネル     | けらす                 | 360 m                       | 田老南IC - 田老真崎海岸IC     | |
| 長内川新橋         | おさないがわしん       | 194 m                       | 田老南IC - 田老真崎海岸IC     | |
| 新田平トンネル     | にっただいら           | 241 m                       | 田老南IC - 田老真崎海岸IC     | |
| 重津部トンネル     | おもつべ               | 294 m                       | 田老真崎海岸IC - 田老北IC     | |
| 青野滝大橋         | あおのたき             | 101 m                       | 田老真崎海岸IC - 田老北IC     | |
| 摂待第一トンネル   | せったいだいいち       | 1,344 m                     | 田老北IC - 岩泉南IC           | |
| 摂待大橋           | せったい               | 234 m                       | 田老北IC - 岩泉南IC           | |
| 摂待第二トンネル   | せったいだいに         | 1,772 m                     | 田老北IC - 岩泉南IC           | トンネル上の地上を国道45号（現道）が通る。 |
| 門沢橋             | かどさわ               | 37 m                        | 田老北IC - 岩泉南IC           | 国道45号（現道）を跨ぐ。 |
| 新小成橋           | しんこなり             | 114 m                       | 田老北IC - 岩泉南IC           | 国道45号（現道）を跨ぐ。 |
| 岩泉小本トンネル   | いわいずみおもと       | 1,134 m                     | 岩泉南IC - 岩泉龍泉洞IC       | |
| 小本川大橋         | おもとがわ             | 361.8 m                     | 岩泉南IC - 岩泉龍泉洞IC       | 標識による案内では360 m。 |
| 小本高架橋         | おもと                 | 151 m                       | 岩泉南IC - 岩泉龍泉洞IC       | |
| 岩泉長内トンネル   | いわいずみおさない     | 301 m                       | 岩泉龍泉洞IC - 鵜の巣断崖IC   | |
| 南長内沢橋         | みなみおさないさわ     | 63 m                        | 岩泉龍泉洞IC - 鵜の巣断崖IC   | |
| 北長内沢橋         | きたおさないさわ       | 37 m                        | 岩泉龍泉洞IC - 鵜の巣断崖IC   | |
| 岩泉トンネル       | いわいずみ             | 1,986 m                     | 岩泉龍泉洞IC - 鵜の巣断崖IC   | |
| 大牛内トンネル     | おおうしない           | 345 m                       | 岩泉龍泉洞IC - 鵜の巣断崖IC   | |
| 新弥生沢橋         | しんやよいさわ         | 133 m                       | 岩泉龍泉洞IC - 鵜の巣断崖IC   | |
| 思案坂大橋         | しあんざか             | 285 m                       | 鵜の巣断崖IC - 田野畑南IC     | |
| 大芦こ道橋         | おおあし               | 29 m                        | 鵜の巣断崖IC - 田野畑南IC     | 岩手県道44号岩泉平井賀普代線を跨ぐ。 |
| 浜岩泉こ道橋       | はまいわいずみ         | 65 m                        | 田野畑南IC - 田野畑中央IC     | 国道45号（現道）を跨ぐ。 |
| 思惟花笑み大橋     | しいのはなえみ         | 394 m                       | 田野畑南IC - 田野畑中央IC     | いわゆる「辞職坂」区間 |
| 平波沢大橋         | ひらなみさわ           | 221 m                       | 田野畑中央IC - 田野畑北IC     | |
| 尾肝要トンネル     | おかんよう             | 2,736 m                     | 田野畑中央IC - 田野畑北IC     | トンネル上の地上を国道45号（現道）が通る。 |
| 尾肝要大橋         | おかんよう             | 109 m                       | 田野畑北IC - 普代IC           | |
| 巣合トンネル       | すごう                 | 1,712 m                     | 田野畑北IC - 普代IC           | |
| 田野畑普代大橋     | たのはたふだい         | 255 m                       | 田野畑北IC - 普代IC           | 国道45号（現道）を跨ぐ。 |
| 落合こ道橋         | おちあい               | 34 m                        | 田野畑北IC - 普代IC           | 国道45号（現道）を跨ぐ。 |
| 落合橋             | おちあい               | 90 m                        | 田野畑北IC - 普代IC           | |
| 柏木平橋           | かしわぎだいら         | 125 m                       | 田野畑北IC - 普代IC           | |
| 柏木平第一トンネル | かしわぎだいらだいいち | 292 m                       | 田野畑北IC - 普代IC           | |
| 柏木平第二トンネル | かしわぎだいらだいに   | 423 m                       | 田野畑北IC - 普代IC           | |
| 上普代橋           | かみふだい             | 421 m                       | 田野畑北IC - 普代IC           | 三陸鉄道リアス線を跨ぐ。 |
| 普代大橋           | ふだい                 | 490 m                       | 普代IC - 普代北IC             | 岩手県道44号岩泉平井賀普代線を跨ぐ。 |
| 新普代第一トンネル | しんふだいだいいち     | 118 m                       | 普代IC - 普代北IC             | |
| 新普代第二トンネル | しんふだいだいに       | 347 m                       | 普代IC - 普代北IC             | |
| 力持高架橋         | ちからもち             | 157 m                       | 普代IC - 普代北IC             | |
| 白井トンネル       | しらい                 | 2,058 m                     | 普代IC - 普代北IC             | |
| 沢向トンネル       | さわむかい             | 256 m                       | 普代北IC - 野田IC             | |
| 新堀内大橋         | しんほりない           | 175 m                       | 普代北IC - 野田IC             | |
| 堀内トンネル       | ほりない               | 1,587 m                     | 普代北IC - 野田IC             | |
| 下安家大橋         | しもあっか             | 231 m                       | 普代北IC - 野田IC             | 岩手県道273号安家玉川線を跨ぐ。 |
| 下安家トンネル     | しもあっか             | 997 m                       | 普代北IC - 野田IC             | |
| 浜山トンネル       | はまやま               | 1,582 m                     | 普代北IC - 野田IC             | |
| 玉川大橋           | たまがわ               | 235 m                       | 普代北IC - 野田IC             | |
| 米田大橋           | まいた                 | 292 m                       | 普代北IC - 野田IC             | |
| 新泉沢橋           | しんいずみさわ         | 33 m                        | 普代北IC - 野田IC             | |
| 上日向下橋         | かみひなたした         | 22 m                        | 普代北IC - 野田IC             | |
| 日向橋             | ひなた                 | 29 m                        | 普代北IC - 野田IC             | |
| 野田IC橋           | のだ                   | 195 m                       | 普代北IC - 野田IC             | 岩手県道29号野田山形線を跨ぐ。 |
| 宇部八幡橋         | うべはちまん           | 42 m                        | 野田IC - 久慈宇部IC           | |
| 宇部トンネル       | うべ                   | 446 m                       | 久慈宇部IC - 久慈南IC         | |
| 新芦ヶ沢橋         | しんあしがさわ         | 43 m                        | 久慈宇部IC - 久慈南IC         | |
| 芦が沢トンネル     | あしがさわ             | 293 m                       | 久慈宇部IC - 久慈南IC         | |
| 上長内跨線橋       | かみおさない           | 77 m                        | 久慈南IC - 久慈IC             | 三陸鉄道リアス線を跨ぐ。 |
| 久慈長内トンネル   | くじおさない           | 1,368 m                     | 久慈南IC - 久慈IC             | |
| 久慈長内橋         | くじおさない           | 52 m                        | 久慈南IC - 久慈IC             | |
| 久慈大橋           | くじ                   | 270 m                       | 久慈南IC - 久慈IC             | 三陸道が使用している久慈大橋は三陸道の供用前に国道45号が使用していた橋で、旧道に当たる国道45号の橋を既存の久慈大橋の側道橋の形状で新規に新設した。久慈川を跨ぐ。 |
| 湊高架橋           | みなと                 | 426.0 m                     | 久慈IC - 久慈北IC             | JR八戸線を跨ぐ。 |
| 湊トンネル         | みなと                 | 563.0 m                     | 久慈IC - 久慈北IC             | |
| 夏井川橋           | なついがわ             | 157.0 m                     | 久慈IC - 久慈北IC             | |
| 鳥谷高架橋         | とや                   | 497 m                       | 久慈北IC - 侍浜南IC           | 国道395号を跨ぐ。 |
| 鳥谷跨道橋         | とや                   | 18 m                        | 久慈北IC - 侍浜南IC           | 国道45号（現道）を跨ぐ。 |
| 宇津目跨線橋       | うつめ                 | 21 m                        | 久慈北IC - 侍浜南IC           | JR八戸線を跨ぐ。 |
| 宇津目高架橋       | うつめ                 | 178 m                       | 久慈北IC - 侍浜南IC           | |
| 高家川橋           | こうげがわ             | 268 m                       | 侍浜IC - 洋野有家IC           | JR八戸線を跨ぐ。 |
| 有家川橋           | うげがわ               | 307 m                       | 侍浜IC - 洋野有家IC           | |
| 大浜川橋           | おおはまがわ           | 61 m                        | 洋野有家IC - 洋野宿戸IC       | |
| 吹切橋             | ふっきり               | 21 m                        | 洋野有家IC - 洋野宿戸IC       | |
| 小山川橋           | こやまがわ             | 74 m                        | 洋野宿戸IC - 洋野種市IC       | |
| 和座川橋           | わざがわ               | 113 m                       | 洋野宿戸IC - 洋野種市IC       | |
| 小柏川橋           | こかしがわ             | 92 m                        | 洋野宿戸IC - 洋野種市IC       | |
| 川尻川橋           | かわじりがわ           | 133 m                       | 洋野種市IC - 階上IC           | |
| 道仏川橋           | どうぶつがわ           | 28 m                        | 洋野種市IC - 階上IC           | |
| 八戸南跨道橋       | はちのへみなみ         | 上り：54.6 m 下り：51.6 m   | 種差海岸階上岳IC - 八戸南IC   | 資料により「大開跨道橋」の名称が用いられている。国道45号（現道）を跨ぐ。 |
| 蟹沢橋             | かにさわ               | 35.5 m                      | 八戸南IC - 八戸是川IC         | |
| 松館高架橋         | まつだて               | 514.0 m                     | 八戸南IC - 八戸是川IC         | |
| 新井田川橋         | にいだがわ             | 142.0 m                     | 八戸是川IC - 八戸JCT          | 標識による案内では140 m |
| 是川トンネル       | これかわ               | 973.1 m                     | 八戸是川IC - 八戸JCT          | 標識による案内では970 m。トンネル上の地上を国道340号が通る。 |
| 笹原大橋           | ささはら               | 250.0 m                     | 八戸是川IC - 八戸JCT          | |
| 田面木跨道橋       | たものき               | 46.0 m                      | 八戸是川IC - 八戸JCT          | |
| 八戸JCT Dランプ橋  | はちのへ               | 109.5 m                     | 八戸JCT                       | 八戸道南郷方面から八戸久慈道方面へ向かうランプ |

（出典：仙台港北IC - 利府中IC間は「」
（nexco東日本ホームページ）・「」
（国土交通省ホームページ）より

利府中IC - 鳴瀬奥松島IC間は「」
（宮城県道路公社ホームページ）より

それ以外は
「橋梁の長寿命化修繕計画 [令和元年度版] - 国土交通省 東北地方整備局」・
「東北地方整備局 道路トンネル個別施設計画 [令和元年度版]」・
2020年4月以降開通分は
「」・
「」・
「」
・「」・
「国道45号 三陸沿岸道路 尾肝要普代道路」・
「」

・「国道45号 三陸沿岸道路 洋野階上道路(侍浜〜階上)」

（いずれも国土交通省ホームページ）より）

#### トンネルの数
| 区間                                           | 上り線 | 下り線 |
| ---------------------------------------------- | ------ | ------ |
| 仙台港北IC - 桃生豊里IC                        | 0      | 0      |
| 桃生豊里IC - 桃生津山IC                        | 0      | 0      |
| 桃生津山IC - 登米IC                            | 1      | 1      |
| 登米IC - 三滝堂IC※                             | 0      | 0      |
| 三滝堂IC - 志津川IC※                           | 1      | 1      |
| 志津川IC - 南三陸海岸IC※                       | 3      | 3      |
| 南三陸海岸IC - 歌津IC※                         | 1      | 1      |
| 歌津IC - 小泉海岸IC※                           | 0      | 0      |
| 小泉海岸IC - 本吉津谷IC※                       | 0      | 0      |
| 本吉津谷IC - 気仙沼中央IC                      | 0      | 0      |
| 気仙沼中央IC - 気仙沼港IC                      | 0      | 0      |
| 気仙沼港IC - 浦島大島IC※                       | 0      | 0      |
| 浦島大島IC - 気仙沼鹿折IC※                     | 1      | 1      |
| 気仙沼鹿折IC - 唐桑半島IC オフランプ※          | 1      | 1      |
| 唐桑半島IC オフランプ - 唐桑半島IC オンランプ※ | 1      | 1      |
| 唐桑半島IC オンランプ - 唐桑小原木IC           | 1      | 1      |
| 唐桑小原木IC - 陸前高田長部IC※                 | 1      | 1      |
| 陸前高田長部IC - 陸前高田IC※                   | 1      | 1      |
| 陸前高田IC - 通岡IC                            | 0      | 0      |
| 通岡IC - 大船渡碁石海岸IC                      | 1      | 1      |
| 大船渡碁石海岸IC - 大船渡IC                    | 5      | 5      |
| 大船渡IC - 大船渡北IC                          | 0      | 0      |
| 大船渡北IC - 三陸IC                            | 1      | 1      |
| 三陸IC - 吉浜IC                                | 1      | 1      |
| 吉浜IC - 釜石南IC※                             | 1      | 1      |
| 釜石南IC - 釜石唐丹IC※                         | 3      | 3      |
| 釜石唐丹IC - 釜石JCT※                          | 1      | 1      |
| 釜石JCT - 釜石中央IC                           | 0      | 0      |
| 釜石中央IC - 釜石両石IC                        | 5      | 5      |
| 釜石両石IC - 釜石北IC                          | 3      | 3      |
| 釜石北IC - 大槌IC※                             | 3      | 3      |
| 大槌IC - 山田南IC※                             | 2      | 2      |
| 山田南IC - 山田IC                              | 2      | 2      |
| 山田IC - 山田北IC※                             | 3      | 3      |
| 山田北IC - 宮古南IC※                           | 1      | 1      |
| 宮古南IC - 宮古中央IC/JCT                      | 0      | 0      |
| 宮古中央IC/JCT - 宮古北IC※                     | 2      | 2      |
| 宮古北IC - 田老南IC※                           | 6      | 6      |
| 田老南IC - 田老真崎海岸IC※                     | 4      | 4      |
| 田老真崎海岸IC - 田老北IC※                     | 1      | 1      |
| 田老北IC - 岩泉南IC                            | 2      | 2      |
| 岩泉南IC - 岩泉龍泉洞IC                        | 1      | 1      |
| 岩泉龍泉洞IC - 鵜の巣断崖IC                    | 3      | 3      |
| 鵜の巣断崖IC - 田野畑南IC                      | 0      | 0      |
| 田野畑南IC - 田野畑中央IC                      | 0      | 0      |
| 田野畑中央IC - 田野畑北IC                      | 1      | 1      |
| 田野畑北IC - 普代IC                            | 3      | 3      |
| 普代IC - 普代北IC                              | 3      | 3      |
| 普代北IC - 野田IC                              | 4      | 4      |
| 野田IC - 久慈宇部IC                            | 0      | 0      |
| 久慈宇部IC - 久慈南IC                          | 2      | 2      |
| 久慈南IC - 久慈IC                              | 1      | 1      |
| 久慈IC - 久慈北IC                              | 1      | 1      |
| 久慈北IC - 侍浜南IC                            | 0      | 0      |
| 侍浜南IC - 侍浜IC                              | 0      | 0      |
| 侍浜IC - 洋野有家IC                            | 0      | 0      |
| 洋野有家IC - 洋野宿戸IC                        | 0      | 0      |
| 洋野宿戸IC - 洋野種市IC                        | 0      | 0      |
| 洋野種市IC - 階上IC                            | 0      | 0      |
| 階上IC - 種差海岸階上岳IC                      | 0      | 0      |
| 種差海岸階上岳IC - 八戸南IC                    | 0      | 0      |
| 八戸南IC - 八戸是川IC                          | 0      | 0      |
| 八戸是川IC - 八戸JCT                           | 1      | 1      |
| 合計                                           | 79     | 79     |

※桃生豊里IC以北は暫定2車線（※印の区間は完成2車線）であるため、上下線で1本のトンネルとなっている。

### 道路管理者
- 東日本高速道路株式会社
  - 東北支社仙台管理事務所：仙台港北IC - 利府中IC
- 宮城県道路公社：利府中IC - 鳴瀬奥松島IC
- 国土交通省
  - 東北地方整備局
    - 南三陸沿岸国道事務所[mlit 69][mlit 70]
      - 三陸道維持出張所：鳴瀬奥松島IC - 陸前高田長部IC
      - 大船渡維持出張所：陸前高田長部IC - 山田南IC

    - 三陸国道事務所[mlit 71]
      - 宮古西維持出張所：山田南IC - 宮古北IC[mlit 72]
      - 宮古維持出張所：宮古北IC - 普代IC
      - 久慈維持出張所：普代IC - 階上IC

    - 青森河川国道事務所
      - 八戸国道出張所：階上IC - 八戸JCT[mlit 73]

### 交通量
24時間交通量（台）道路交通センサス
| 区間                                                        | 平成17 (2005) 年度 | 平成22 (2010) 年度 | 平成27 (2015) 年度 | 令和3（2021）年度 |
| ----------------------------------------------------------- | ------------------ | ------------------ | ------------------ | ----------------- |
| 仙台港北IC - 多賀城IC                                       | 16,874             | 23,934             | 36,752             | 37,976            |
| 多賀城IC - 利府JCT                                          | 16,874             | 23,934             | 36,752             | 39,162            |
| 利府JCT - 利府塩釜IC                                        | 13,893             | 16,697             | 23,473             | 26,587            |
| 利府塩釜IC - 利府中IC                                       | 13,500             | 16,803             | 24,221             | 26,250            |
| 利府中IC - 松島海岸IC                                       | 15,807             | 18,860             | 24,707             | 28,776            |
| 松島海岸IC - 松島大郷IC                                     | 14,393             | 17,220             | 24,311             | 27,578            |
| 松島大郷IC - 松島北IC                                       | 14,329             | 18,036             | 26,356             | 27,942            |
| 松島北IC - 鳴瀬奥松島IC                                     | 12,767             | 17,279             | 26,037             | 26,449            |
| 鳴瀬奥松島IC - 矢本IC                                       | 12,070             | 28,078             | 36,341             | 37,582            |
| 矢本IC - 石巻港IC                                           | 09,859             | 28,414             | 34,977             | 38,320            |
| 石巻港IC - 石巻河南IC                                       | 06,495             | 23,061             | 29,880             | 33,491            |
| 石巻河南IC - 石巻女川IC                                     | 05,836             | 16,275             | 26,455             | 30,699            |
| 石巻女川IC - 河北IC                                         | 05,836             | 16,275             | 24,760             | 25,613            |
| 河北IC - 桃生豊里IC                                         | 調査当時未開通     | 16,176             | 21,289             | 23,168            |
| 桃生豊里IC - 桃生津山IC                                     | 調査当時未開通     | 11,360             | 14,572             | 17,422            |
| 桃生津山IC - 登米IC                                         | 調査当時未開通     | 08,637             | 10,984             | 16,667            |
| 登米IC - 登米東和IC                                         | 調査当時未開通     | 03,538             | 06,536             | 14,003            |
| 登米東和IC - 三滝堂IC                                       | 調査当時未開通     | 調査当時未開通     | 調査当時未開通     | 12,010            |
| 三滝堂IC - 志津川IC                                         | 調査当時未開通     | 調査当時未開通     | 調査当時未開通     | 12,115            |
| 志津川IC - 南三陸海岸IC                                     | 調査当時未開通     | 調査当時未開通     | 調査当時未開通     | 10,663            |
| 南三陸海岸IC - 歌津IC                                       | 調査当時未開通     | 調査当時未開通     | 調査当時未開通     | 11,961            |
| 歌津IC - 歌津北IC                                           | 調査当時未開通     | 調査当時未開通     | 調査当時未開通     | 10,492            |
| 歌津北IC - 小泉海岸IC                                       | 調査当時未開通     | 調査当時未開通     | 調査当時未開通     | 09,873            |
| 小泉海岸IC - 本吉津谷IC                                     | 調査当時未開通     | 調査当時未開通     | 調査当時未開通     | 08,539            |
| 本吉津谷IC - 大谷海岸IC                                     | 調査当時未開通     | 調査当時未開通     | 調査当時未開通     | 13,353            |
| 大谷海岸IC - 岩井崎IC                                       | 調査当時未開通     | 調査当時未開通     | 調査当時未開通     | 12,501            |
| 岩井崎IC - 気仙沼中央IC                                     | 調査当時未開通     | 調査当時未開通     | 調査当時未開通     | 13,650            |
| 気仙沼中央IC - 気仙沼港IC                                   | 調査当時未開通     | 調査当時未開通     | 調査当時未開通     | 12,242            |
| 気仙沼港IC - 浦島大島IC                                     | 調査当時未開通     | 調査当時未開通     | 調査当時未開通     | 08,515            |
| 浦島大島IC - 気仙沼鹿折IC                                   | 調査当時未開通     | 調査当時未開通     | 調査当時未開通     | 05,468            |
| 気仙沼鹿折IC - 唐桑半島IC※                                  | 調査当時未開通     | 調査当時未開通     | 調査当時未開通     | 09,895            |
| 唐桑半島IC※ - 唐桑小原木IC※                                 | 調査当時未開通     | 調査当時未開通     | 07,783             | 08,262            |
| 唐桑小原木IC※ - 陸前高田長部IC                              | 調査当時未開通     | 調査当時未開通     | 調査当時未開通     | 07,164            |
| 陸前高田長部IC - 陸前高田IC                                 | 調査当時未開通     | 調査当時未開通     | 調査当時未開通     | 06,261            |
| 陸前高田IC - 通岡IC                                         | 調査当時未開通     | 調査当時未開通     | 06,278             | 07,993            |
| 通岡IC - 大船渡碁石海岸IC                                   | 調査当時未開通     | 10,477             | 13,690             | 12,225            |
| 大船渡碁石海岸IC - 大船渡IC                                 | 02,952             | 04,963             | 07,531             | 07,186            |
| 大船渡IC - 大船渡北IC                                       | 05,796             | 09,697             | 06,655             | 07,165            |
| 大船渡北IC - 三陸IC                                         | 08,166             | 13,906             | 09,804             | 09,990            |
| 三陸IC - 吉浜IC                                             | 調査当時未開通     | 調査当時未開通     | 調査当時未開通     | 07,427            |
| 吉浜IC - 釜石南IC                                           | 調査当時未開通     | 調査当時未開通     | 調査当時未開通     | 06,224            |
| 釜石南IC - 釜石唐丹IC                                       | 調査当時未開通     | 調査当時未開通     | 調査当時未開通     | 05,593            |
| 釜石唐丹IC - 釜石JCT                                        | 調査当時未開通     | 調査当時未開通     | 調査当時未開通     | 07,568            |
| 釜石JCT - 釜石中央IC                                        | 調査当時未開通     | 調査当時未開通     | 調査当時未開通     | 10,957            |
| 釜石中央IC - 釜石両石IC                                     | 調査当時未開通     | 調査当時未開通     | 調査当時未開通     | 09,225            |
| 釜石両石IC - 釜石北IC                                       | 調査当時未開通     | 調査当時未開通     | 07,289             | 12,085            |
| 釜石北IC - 大槌IC                                           | 調査当時未開通     | 調査当時未開通     | 調査当時未開通     | 08,363            |
| 大槌IC - 山田南IC                                           | 調査当時未開通     | 調査当時未開通     | 調査当時未開通     | 07,018            |
| 山田南IC - 山田IC                                           | 02,271             | 02,202             | 02,987             | 05,258            |
| 山田IC - 山田北IC                                           | 調査当時未開通     | 調査当時未開通     | 調査当時未開通     | 09,073            |
| 山田北IC - 宮古南IC                                         | 調査当時未開通     | 調査当時未開通     | 調査当時未開通     | 07,274            |
| 宮古南IC - 宮古中央IC/JCT                                   | 調査当時未開通     | 04,118             | 07,062             | 11,193            |
| 宮古中央IC/JCT - 宮古北IC                                   | 調査当時未開通     | 調査当時未開通     | 調査当時未開通     | 06,290            |
| 宮古北IC - 田老南IC                                         | 調査当時未開通     | 調査当時未開通     | 調査当時未開通     | 06,119            |
| 田老南IC - 田老真崎海岸IC                                   | 調査当時未開通     | 調査当時未開通     | 調査当時未開通     | 07,240            |
| 田老真崎海岸IC - 田老北IC                                   | 調査当時未開通     | 調査当時未開通     | 調査当時未開通     | 03,796            |
| 田老北IC - 岩泉南IC                                         | 調査当時未開通     | 調査当時未開通     | 調査当時未開通     | 04,741            |
| 岩泉南IC - 岩泉龍泉洞IC                                     | 調査当時未開通     | 調査当時未開通     | 調査当時未開通     | 05,119            |
| 岩泉龍泉洞IC - 鵜の巣断崖IC                                 | 調査当時未開通     | 調査当時未開通     | 02,543             | 03,498            |
| 鵜の巣断崖IC - 田野畑南IC（田野畑村大芦）                   | 調査当時未開通     | 調査当時未開通     | 02,937             | 03,777            |
| 田野畑南IC（田野畑村大芦） - 田野畑中央IC（田野畑村田野畑） | 調査当時未開通     | 調査当時未開通     | 調査当時未開通     | 3,200             |
| 田野畑中央IC（田野畑村田野畑） - 田野畑村尾肝要             | 調査当時未開通     | 調査当時未開通     | 03,024             | 03,657            |
| 田野畑村尾肝要 - 田野畑北IC                                 | 調査当時未開通     | 調査当時未開通     | 調査当時未開通     | 03,657            |
| 田野畑北IC - 普代IC ※                                       | 調査当時未開通     | 調査当時未開通     | 02,274             | 02,589            |
| 普代IC - 普代村第16地割                                     | 調査当時未開通     | 調査当時未開通     | 03,137             | 03,406            |
| 普代村第16地割 - 普代北IC                                   | 調査当時未開通     | 調査当時未開通     | 調査当時未開通     | 調査当時未開通    |
| 普代北IC - 野田IC                                           | 調査当時未開通     | 調査当時未開通     | 調査当時未開通     | 調査当時未開通    |
| 野田IC - 久慈宇部IC                                         | 調査当時未開通     | 調査当時未開通     | 調査当時未開通     | 調査当時未開通    |
| 久慈宇部IC - 久慈南IC                                       | 調査当時未開通     | 調査当時未開通     | 調査当時未開通     | 調査当時未開通    |
| 久慈南IC - 久慈IC                                           | 調査当時未開通     | 調査当時未開通     | 調査当時未開通     | 調査当時未開通    |
| 久慈IC - 久慈北IC                                           | 9,950              | 9,525              | 10,372             | 9,198             |
| 久慈北IC - 侍浜南IC                                         | 調査当時未開通     | 調査当時未開通     | 調査当時未開通     | 5,966             |
| 侍浜南IC - 侍浜IC                                           | 調査当時未開通     | 調査当時未開通     | 調査当時未開通     | 6,126             |
| 侍浜IC - 洋野有家IC                                         | 調査当時未開通     | 調査当時未開通     | 調査当時未開通     | 4,673             |
| 洋野有家IC - 洋野宿戸IC                                     | 調査当時未開通     | 調査当時未開通     | 調査当時未開通     | 3,674             |
| 洋野宿戸IC - 洋野種市IC                                     | 調査当時未開通     | 調査当時未開通     | 調査当時未開通     | 3,689             |
| 洋野種市IC - 階上IC                                         | 調査当時未開通     | 調査当時未開通     | 調査当時未開通     | 4,782             |
| 階上IC - 種差海岸階上岳IC                                   | 調査当時未開通     | 調査当時未開通     | 07,625             | 8,918             |
| 種差海岸階上岳IC - 八戸南IC                                 | 調査当時未開通     | 2,920              | 08,083             | 9,565             |
| 八戸南IC - 八戸是川IC                                       | 3,525              | 5,520              | 07,808             | 8,373             |
| 八戸是川IC - 八戸JCT                                        | 調査当時未開通     | 調査当時未開通     | 01,011             | 01,855            |

{{smaller（出典：国土交通省ウェブサイト「平成22年度道路交通センサス」「平成27年度全国道路・街路交通情勢調査」・「令和3年度全国道路・街路交通情勢調査」より一部データを抜粋して作成）}}
※ 唐桑半島ICは、仙台方面開通発表時までは、気仙沼市唐桑町只越。
※ 唐桑小原木ICは、宮古方面開通発表時までは、気仙沼市唐桑町館。
※平成27年度調査時は、田野畑北ICは完成しておらず、普代村第11地割 - 普代ICの供用だった。

## 地理

### 通過する自治体
- 宮城県
  - 仙台市（宮城野区） - 多賀城市 - 宮城郡利府町 - 宮城郡松島町 - 東松島市 - 宮城郡松島町 - 東松島市 - 宮城郡松島町 - 東松島市 - 石巻市 - 登米市 - 本吉郡南三陸町 - 気仙沼市
- 岩手県
  - 陸前高田市 - 大船渡市 - 釜石市 - 上閉伊郡大槌町 - 下閉伊郡山田町 - 宮古市 - 下閉伊郡岩泉町 - 同郡田野畑村 - 同郡普代村 - 九戸郡野田村 - 久慈市 - 九戸郡洋野町
- 青森県
  - 三戸郡階上町 - 八戸市

## 接続する高速道路
- E6 仙台東部道路（仙台港北ICで直結）
- E6 仙台北部道路（利府JCTで接続）
- みやぎ県北高速幹線道路（登米ICで一般道を介して接続）
- E46 釜石自動車道（釜石JCTで接続）
- 宮古盛岡横断道路（宮古中央JCTで接続）
- E4A 八戸自動車道（八戸JCTで接続）

#### 報道・その他メディア
1. ↑  「［大震災 再生の歩み 2020年6月］つながる三陸 商機に異変」12面、『読売新聞オンライン・読売新聞朝刊』読売新聞社、東京都千代田区、2020年6月11日。2023年4月20日閲覧。
2. 1 2  “「三陸道」全線開通、仙台―八戸が5時間に短縮…岩手・久慈で「通り初め」”. 読売新聞 (読売新聞社). (2021年12月18日).  オリジナルの2021年12月18日時点におけるアーカイブ。 2021年12月19日閲覧。
3. ↑  「田野畑村、新IC整備目指す　三陸道と道の駅を「連結」」『岩手日報』岩手日報社、岩手県盛岡市、2022年11月12日。2023年5月24日閲覧。
4. ↑  “八戸南環状道、八戸IC乗り入れできず”. デーリー東北 (デーリー東北新聞社). (2013年5月5日).  オリジナルの2013年5月7日時点におけるアーカイブ。 {{cite news}}: |archivedate=の日付が不正です。 (説明)⚠
5. ↑  「また一つ有料道路 仙台松島 一期工事分が開通」『河北新報』1982年10月2日夕刊 6面
6. ↑  「仙台・松島有料道路 全線11.5キロが開通 利府中－松島大郷も使用を開始」『河北新報』1986年9月27日夕刊 1面
7. ↑  「縦貫道 新三陸トンネル開通」『岩手日報』1993年03月17日朝刊 2面
8. ↑  「鳴瀬道路 湾岸北部を高速連結 松島北－鳴瀬奥松島6.8キロが開通」『河北新報』1993年3月25日夕刊 10面
9. ↑  「鳴瀬道路があす開通」『河北新報』1993年3月24日朝刊 21面
10. ↑  「三陸自動車道 仙台港北IC－利府中IC 「仙塩道路」が開通」『河北新報』1997年3月27日夕刊 2面
11. ↑  「景気浮揚へ強〜 い味方 鳴瀬奥松島－石巻河南IC間 三陸道が開通 仙台－石巻は1時間」『河北新報』1998年3月20日夕刊 3面
12. ↑  「観光元年に期待大 三陸道鳴瀬奥松島－石巻河南間 高速交通時代告げる開通」『河北新報』1998年3月21日朝刊 22面
13. ↑  「夢の高速化へ前進 大船渡・三陸道路一部開通」『岩手日報』1999年3月25日朝刊 1面
14. ↑  「三陸道 利府塩釜ICが完成」『河北新報』2001年6月6日夕刊 3面
15. ↑  「仙台東部・南部道路 全線開通を祝う 3会場で式典、パレード」『河北新報』2001年8月1日夕刊 2面
16. ↑  「仙台北部道路 利府JCT－利府しらかし台IC W杯前に一部開通 三陸道と競技場結ぶ」『河北新報』2002年5月20日朝刊 3面
17. ↑  「三陸縦貫道 山田道路が開通 7.8キロ 暫定2車線 通行は当面無料」『岩手日報』2002年8月3日朝刊 2面
18. ↑  「三陸道石巻港本線料金所 きょう15時開通 「石巻河南」廃止」『石巻かほく』2003年12月12日 1面
19. ↑  「石巻港本線料金所内に本線料金所新設 三陸道」『河北新報』2003年12月12日朝刊 20面
20. ↑  「石巻河南－河北間 三陸道6.7キロが開通」『河北新報』2003年12月16日朝刊 3面
21. ↑  「大船渡三陸道が開通 全線17.3キロ 物流高速化に期待」『岩手日報』2005年3月20日朝刊 2面
22. ↑  「三陸道 河北－桃生津山IC間開通 物流・観光 加速を願う 石巻と登米で祝賀行事」『河北新報』2007年6月10日朝刊 27面
23. ↑  「三陸道鳴瀬奥松島－石巻河南IC 無料化スタート 商工会、観光PR意気込む」『河北新報』2008年1月25日朝刊 28面
24. ↑  「高田道路3.4キロ 開通 難所解消、時間も短縮」『岩手日報』2009年3月16日朝刊 2面
25. ↑  「三陸道 桃生津山－登米IC開通 地元待望 初の高速網」『河北新報』2009年3月23日朝刊 14面
26. ↑  「宮古道路が開通 三陸縦貫道 交通渋滞緩和図る 交流活発化にも期待」『岩手日報』2010年3月22日朝刊 2面
27. ↑  「三陸道 登米－登米東和間が開通 市内で祝賀行事 知事「全線整備に全力」」『河北新報』2010年3月23日朝刊 15面
28. ↑  “高田道路下り線・駐車場と展望台整備 15日午前10時から一般開放”. 『東海新報』 (東海新報社). (2010年7月15日).  オリジナルの2012年5月18日時点におけるアーカイブ。
29. ↑  「三陸道 唐桑道路が開通 気仙沼 県内利用区間61 %に」『河北新報』2010年12月20日朝刊 11面
30. ↑  「三陸自動車道 釜石山田道路釜石両石IC釜石北IC」『岩手日報』2011年3月5日朝刊 22面広告欄
31. ↑  「三陸道・春日PA開業 休憩施設 空白解消」『河北新報』2012年8月9日朝刊 18面
32. ↑  “高田道路、待望の全線供用へ 陸前高田IC〜 通岡IC3月中完成”. 『東海新報』 (東海新報社). (2014年1月1日).  オリジナルの2014年2月2日時点におけるアーカイブ。
33. ↑  「高田道路が全線開通 陸前高田 - 通岡間 4.1キロ完成 復興加速に期待」『岩手日報』2014年3月24日朝刊 1面
34. ↑  “三陸道・松島海岸 - 松島北IC 25日から4車線に”. 河北新報ONLINE NEWS (河北新報社). (2014年3月18日).  オリジナルの2014年3月24日時点におけるアーカイブ。
35. ↑  塚本弘毅「八戸南環状道路: 全線開通 復興や物流向上に期待」『毎日新聞』毎日新聞社、2014年3月30日。
36. ↑  “三陸自動車道・松島北－鳴瀬奥松島 30日、4車線利用開始”. 『石巻かほく』 (三陸河北新報社). (2015年3月25日).  オリジナルの2015年5月18日時点におけるアーカイブ。 2015年4月30日閲覧。
37. ↑  「三陸道 石巻女川IC開通 アクセス道も 渋滞緩和見込む」『河北新報』2015年10月5日朝刊 3面
38. ↑  「吉浜道路（大船渡3.6キロ）が開通」『岩手日報』2015年11月30日朝刊 1面
39. ↑  「多賀城IC 利用開始 三陸道・現地で式典 仙台－石巻全線4車線化」『河北新報』2016年3月28日朝刊 3面
40. ↑  「登米東和－三滝堂が開通 三陸道、宮城沿岸に「活力」」『河北新報』2016年4月17日朝刊 27面
41. ↑  「三陸道 津波被災地に 三滝堂－志津川ICが開通」『河北新報』2016年10月31日朝刊 1面
42. ↑  “三陸沿岸道路 洋野種市 - 侍浜が開通 八戸と久慈が1本に”. デーリー東北 (デーリー東北新聞社). (2021年3月21日).  オリジナルの2021年3月21日時点におけるアーカイブ。 2021年3月21日閲覧。
43. ↑  「三陸沿岸道路・仙塩道路4車線化が着工式 多賀城ICの新設も」『建設新聞』建設新聞社、宮城県仙台市、2012年4月9日。オリジナルの2015年3月17日時点におけるアーカイブ。2013年8月16日閲覧。

### 一次資料または記事主題の関係者による情報源

#### 国土交通省
1. ↑  “Japan's Expressway Numbering System” (PDF).   Ministry of Land, Infrastructure, Transport and Tourism. 2022年4月4日閲覧。
2. ↑  “List of Expressway Numbers”.   Ministry of Land, Infrastructure, Transport and Tourism. 2017年2月26日閲覧。
3. ↑  “高速道路ナンバリング一覧”.   国土交通省. 2017年2月26日閲覧。
4. ↑  “三陸沿岸道路”.   国土交通省東北地方整備局 道路部. 2019年2月18日閲覧。
5. ↑  『復興道路・復興支援道路が2020年度までに開通』（PDF）（プレスリリース）国土交通省 東北地方整備局、2019年8月8日。2023年4月20日閲覧。
6. ↑  『岩手県内の復興道路・復興支援道路事業進捗について』（PDF）（プレスリリース）国土交通省東北地方整備局、2020年6月30日。2023年4月20日閲覧。
7. 1 2  『三陸沿岸道路（仙台〜八戸）約359 km 全線開通！ 三陸沿岸道路「普代〜久慈」間が 令和3年12月18日（土）15時00分に開通』（PDF）（プレスリリース）国土交通省東北地方整備局 三陸国道事務所・岩手県・久慈市・野田村・普代村、2021年11月19日。2021年11月19日閲覧。
8. 1 2  “「復興道路・復興支援道路」の概要”.   国土交通省東北地方整備局. 2014年1月28日閲覧。
9. ↑  『三陸沿岸道路、東北横断自動車道釜石秋田線（花巻〜釜石間）及び東北中央自動車道（霊山〜相馬間）のルートの決定について』（プレスリリース）国土交通省道路局、2011年8月30日。2023年4月20日閲覧。
10. ↑  “はじめに”. 3.11 復興道路・復興支援道路情報サイト.  国土交通省東北地方整備局道路部. 2023年4月20日閲覧。
11. ↑  “三陸沿岸道路の新たな考え方”. 3.11 復興道路・復興支援道路情報サイト.   国土交通省東北地方整備局道路部. 2023年4月20日閲覧。
12. ↑  “南三陸道路、歌津本吉道路（歌津〜本吉）”.   国土交通省東北地方整備局 仙台河川国道事務所. 2021年12月19日閲覧。
13. ↑  『歌津北インターチェンジのランプ増設について 設計説明会を開催します』（PDF）（プレスリリース）国土交通省東北地方整備局 仙台河川国道事務所、2021年7月1日。2023年4月20日閲覧。
14. 1 2  『宮城・岩手県境が復興道路でつながります！ 平成31年3月21日（木）開通』（PDF）（プレスリリース）国土交通省東北地方整備局 仙台河川国道事務所・南三陸国道事務所、2019年2月21日。2019年2月21日閲覧。
15. ↑  『平成27年度予算を踏まえた道路事業の見通しについて』（PDF）（プレスリリース）国土交通省東北地方整備局、2015年5月15日。2023年4月20日閲覧。
16. ↑  『令和4年度 三陸国道事務所の事業概要について』（PDF）（プレスリリース）国土交通省東北地方整備局 三陸国道事務所、2022年3月25日。2022年3月25日閲覧。
17. ↑  『令和3年度 三陸国道事務所の事業概要について』（PDF）（プレスリリース）国土交通省東北地方整備局 三陸国道事務所、2021年3月30日。2021年12月19日閲覧。
18. ↑  2-1【青森県】交差点名標識への観光地名称「種差海岸階上岳入口」の表示（平成28年9月8日 新設）（PDF）
19. ↑  『三陸縦貫自動車道 「河北IC〜桃生津山IC」が6月9日に開通します!!』（プレスリリース）国土交通省東北地方整備局仙台河川国道事務所、2007年4月26日。2007年4月26日閲覧。
20. ↑  『三陸縦貫自動車道 高田道路（通岡峠区間）3月15日（日）開通 通岡IC〜大船渡碁石海岸IC間 (L=3.4 km)』（PDF）（プレスリリース）国土交通省 東北地方整備局 三陸国道事務所・大船渡市・陸前高田市、2009年2月20日。2009年2月20日閲覧。
21. ↑  『三陸縦貫自動車道 桃生登米道路 桃生津山IC〜登米IC間 3月22日（日）15時開通!!』（プレスリリース）国土交通省東北地方整備局仙台河川国道事務所、2009年3月6日。2009年3月6日閲覧。
22. ↑  『三陸縦貫自動車道 宮古道路・宮古中央インター線 3月21日（日）に開通します〜ｲﾝﾀｰ名称は宮古南IC、宮古中央ICに決定しました〜』（PDF）（プレスリリース）国土交通省東北地方整備局・三陸国道事務所・岩手県・宮古市、2010年2月18日。2010年2月18日閲覧。
23. ↑  『三陸縦貫自動車道 登米志津川道路 登米IC〜登米東和IC間 3月22日（月）15時開通！！』（プレスリリース）国土交通省東北地方整備局仙台河川国道事務所・宮城県・登米市、2010年2月15日。2010年2月15日閲覧。
24. ↑  『利府JCTが完成し、10月22日より仙台北部道路と三陸縦貫自動車道石巻方面間の通行が可能となります。』（PDF）（プレスリリース）国土交通省東北地方整備局 仙台河川国道事務所・東日本高速道路東北支社 仙台工事事務所、2010年8月30日。2016年12月12日閲覧。
25. ↑  『三陸北縦貫道路 中野バイパス （自動車専用道路）11月28日（日）に全線開通します 〜インター名称は岩泉龍泉洞IC、鵜の巣断崖IC、田野畑南ICに決定しました〜』（PDF）（プレスリリース）国土交通省東北地方整備局 三陸国道事務所・岩手県・岩泉町・田野畑村、2010年11月4日。2010年11月4日閲覧。
26. ↑  『三陸縦貫自動車道 唐桑道路（延長3.0 km）１2月19日（日）15時開通！』（PDF）（プレスリリース）国土交通省東北地方整備局 仙台河川国道事務所、2010年11月8日。2010年11月8日閲覧。
27. ↑  『三陸縦貫自動車道 釜石山田道路（部分開通）一般県道 水海大渡線（アクセス線開通） 3月5日（土）に開通します 〜インター名称は釜石両 石IC、釜石北ICに決定しました〜』（PDF）（プレスリリース）国土交通省 東北地方整備局 三陸国道事務所・岩手県・釜石市、2011年1月28日。2011年1月28日閲覧。
28. ↑  『直轄国道の道路啓開と応急復旧作業について 〜 30日現在で、99 %の通行確保、今後は本格復旧へ〜』（PDF）（プレスリリース）国土交通省東北地方整備局、2011年3月31日。2021年1月27日閲覧。
29. ↑  『八戸南道路が3月9日（土）に開通します。 〜三陸沿岸道路（復興道路）としては初めての開通〜』（PDF）（プレスリリース）国土交通省東北地方整備局 青森河川国道事務所、2013年2月21日。2013年2月21日閲覧。
30. ↑  『三陸沿岸道路 普代道路（普代バイパス）〜10月13日（日）全線開通!〜』（PDF）（プレスリリース）国土交通省東北地方整備局 三陸国道事務所、2013年9月17日。2013年9月18日閲覧。
31. ↑  『三陸沿岸道路 尾肝要道路が3月2日（日）に開通します〜国道45号「最大の峠区間」が解消されます〜』（PDF）（プレスリリース）国土交通省東北地方整備局 三陸国道事務所、2014年1月30日。2014年1月31日閲覧。
32. ↑  『三陸沿岸道路 高田道路が3月23日（日）に全線開通します 〜迅速かつ安定した救急搬送で安心な生活を確保〜』（PDF）（プレスリリース）国土交通省 東北地方整備局 南三陸国道事務所、2014年2月17日。2014年2月17日閲覧。
33. ↑  『三陸沿岸道路 八戸・久慈自動車道（八戸南環状道路）が平成26年3月29日（土）に開通します。 〜三陸沿岸道路（復興道路）としては初めて東北縦貫自動車道に繋がります〜』（PDF）（プレスリリース）国土交通省東北地方整備局 青森河川国道事務所・東日本高速道路 東北支社八戸管理事務所、2014年2月26日。2014年2月26日閲覧。
34. ↑  『【三陸沿岸道路《矢本石巻道路》】「石巻女川インターチェンジ」及び「県道石巻女川インター線」が、平成27年10月4日（日）に開通します!』（PDF）（プレスリリース）国土交通省東北地方整備局 仙台河川国道事務所・宮城県土木部、2015年8月19日。2015年8月19日閲覧。
35. ↑  『『三陸沿岸道路 矢本石巻道路 石巻女川IC・4車線化区間』が開通しました 〜 矢本石巻道路のストック効果〜』（PDF）（プレスリリース）国土交通省東北地方整備局 仙台河川国道事務所、2016年3月8日。2016年12月12日閲覧。
36. ↑  『復興道路 三陸沿岸道路 吉浜道路が11月29日（日）に開通します。 〜橋梁とトンネルで難所解消、地域の活性化に寄与〜』（PDF）（プレスリリース）国土交通省東北地方整備局 南三陸国道事務所、2015年10月7日。2015年10月7日閲覧。
37. ↑  『登米志津川道路（登米東和IC〜 三滝堂IC）及び「市道三滝堂インター線」が、平成28年4月16日（土）に開通します』（PDF）（プレスリリース）国土交通省東北地方整備局 仙台河川国道事務所・登米市、2016年3月2日。2016年3月2日閲覧。
38. ↑  『「登米志津川道路（三滝堂IC〜 志津川IC）」が、平成28年10月30日(日)に開通します!』（PDF）（プレスリリース）国土交通省東北地方整備局 仙台河川国道事務所、2016年9月14日。2016年9月14日閲覧。
39. ↑  『「南三陸道路（志津川IC〜 南三陸海岸IC(仮)）」が、平成29年3月20日（月）に開通します!』（PDF）（プレスリリース）国土交通省東北地方整備局 仙台河川国道事務所、2017年1月27日。2017年1月27日閲覧。
40. ↑  『三陸沿岸道路 矢本石巻道路「石巻女川IC〜 桃生豊里IC」の4車線化拡幅工事が完成します! 〜 4車線開通により三陸道の混雑緩和へ〜』（PDF）（プレスリリース）国土交通省東北地方整備局 仙台河川国道事務所、2017年3月28日。2017年3月28日閲覧。
41. ↑  『三陸沿岸道路 山田宮古道路（山田IC〜 宮古南IC） 平成29年11月19日（日）に開通します。』（PDF）（プレスリリース）国土交通省東北地方整備局 三陸国道事務所、2017年9月25日。2017年9月25日閲覧。
42. ↑  『「南三陸道路（南三陸海岸IC〜 歌津IC）」が、平成29年12月9日（土）に開通します！』（PDF）（プレスリリース）国土交通省東北地方整備局 仙台河川国道事務所、2017年11月22日。2017年11月22日閲覧。
43. ↑  『三陸沿岸道路 田老真崎海岸IC〜 岩泉龍泉洞IC間 が平成30年3月21日（水）15時30分に開通します』（PDF）（プレスリリース）国土交通省東北地方整備局 三陸国道事務所・岩手県・宮古市・岩泉町、2018年3月6日。2018年3月6日閲覧。
44. ↑  『三陸沿岸道路 田老第2IC(仮)〜 岩泉龍泉洞IC間 が平成30年3月21日(水)に開通します。』（PDF）（プレスリリース）国土交通省東北地方整備局 三陸国道事務所、2018年1月30日。2018年1月30日閲覧。
45. ↑  『「本吉気仙沼道路（大谷海岸IC〜 気仙沼中央IC）」が、平成30年3月25日（日）に開通します！』（PDF）（プレスリリース）国土交通省東北地方整備局 仙台河川国道事務所、2018年2月6日。2018年2月6日閲覧。
46. 1 2  『復興道路 三陸沿岸道路が新たに2区間開通します 〜 インターチェンジ名称も決定しました〜』（PDF）（プレスリリース）国土交通省東北地方整備局 南三陸国道事務所、2018年7月17日。2018年7月17日閲覧。
47. ↑  『三陸沿岸道路 釜石山田道路 大槌IC〜山田南IC間が平成31年1月12日（土）に開通します 〜山田町内の三陸沿岸道路が整備完了〜』（PDF）（プレスリリース）国土交通省東北地方整備局 南三陸国道事務所、2018年12月5日。2018年12月5日閲覧。
48. ↑  『三陸沿岸道路が気仙沼市までつながります！ 平成31年2月16日(土)に2区間14kmが開通』（PDF）（プレスリリース）国土交通省東北地方整備局 仙台河川国道事務所、2019年1月21日。2019年1月21日閲覧。
49. ↑  『三陸沿岸道路と東北横断自動車道が連結します！ 『三陸沿岸道路』は宮城・岩手県境から宮古間が概ね完成 『東北横断自動車道釜石秋田線』は釜石〜花巻間約80 kmが全線開通』（PDF）（プレスリリース）国土交通省東北地方整備局 南三陸国道事務所、2019年2月8日。2019年2月8日閲覧。
50. ↑  『宮城県気仙沼市〜岩手県宮古市間が復興道路でつながります！ 三陸沿岸道路「釜石北IC〜大槌IC」間が令和元年6月22日（土）15時30分に開通』（PDF）（プレスリリース）国土交通省東北地方整備局 南三陸国道事務所・岩手県・釜石市・大槌町、2019年5月15日。2019年5月15日閲覧。
51. ↑  『三陸沿岸道路が気仙沼港につながります！ 「気仙沼中央IC〜気仙沼港IC」間 令和2年2月24日（月）15時30分に開通』（PDF）（プレスリリース）国土交通省東北地方整備局 仙台河川国道事務所・宮城県・気仙沼市、2020年2月4日。2020年2月4日閲覧。
52. ↑  『復興道路が北へ大きく延伸！ 三陸沿岸道路「久慈北IC〜侍浜IC」間が令和2年3月1日（日）15時00分に開通』（PDF）（プレスリリース）国土交通省東北地方整備局 三陸国道事務所・岩手県・久慈市、2020年2月4日。2020年2月4日閲覧。
53. ↑  『三陸沿岸道路と宮古港がつながります！ 三陸沿岸道路「宮古中央JCT〜田老真崎海岸IC」間と宮古盛岡横断道路「宮古港IC〜宮古中央IC」間が令和2年7月12日（日）16時00分に同時開通』（PDF）（プレスリリース）国土交通省東北地方整備局 三陸国道事務所・岩手県・宮古市、2020年6月30日。2020年6月30日閲覧。
54. ↑  『仙台市と気仙沼市がつながります！ 三陸沿岸道路「小泉海岸IC〜本吉津谷IC」間が令和2年11月21日（土）15時30分に開通』（PDF）（プレスリリース）国土交通省東北地方整備局 仙台河川国道事務所・宮城県・気仙沼市・南三陸町、2020年10月22日。2020年10月22日閲覧。
55. ↑  『青森・岩手県境の復興道路がつながります 三陸沿岸道路「洋野種市IC〜階上IC」間が令和2年12月12日（土）15時30分に開通』（PDF）（プレスリリース）国土交通省東北地方整備局 青森河川国道事務所・三陸国道事務所・青森県・岩手県・階上町・洋野町、2020年10月27日。2020年10月27日閲覧。
56. ↑  『田野畑村〜普代村間の交通難所を回避！ 三陸沿岸道路「田野畑北IC〜普代」間が令和2年12月19日（土）15時30分に開通』（PDF）（プレスリリース）国土交通省東北地方整備局 三陸国道事務所・岩手県・田野畑村・普代村、2020年10月27日。2020年10月27日閲覧。
57. ↑  『宮城県内の復興道路が完成へ！仙台市と宮古市が直結！ 三陸沿岸道路「気仙沼港IC〜唐桑半島IC」間が令和3年3月6日（土）15時30分に開通』（PDF）（プレスリリース）国土交通省東北地方整備局 仙台河川国道事務所・宮城県・気仙沼市、2021年1月29日。2021年1月29日閲覧。
58. ↑  『岩手県内の復興道路・復興支援道路の開通について』（PDF）（プレスリリース）国土交通省東北地方整備局 三陸国道事務所・岩手河川国道事務所、2021年3月5日。2021年3月5日閲覧。
59. ↑  『復興道路が延伸！ 三陸沿岸道路「田野畑南〜尾肝要」間が令和3年7月10日（土）16時00分に開通』（PDF）（プレスリリース）国土交通省東北地方整備局 三陸国道事務所・岩手県・田野畑村、2021年6月23日。2021年6月23日閲覧。
60. ↑  “三陸沿岸道路MAP” (PDF).   国土交通省東北地方整備局 三陸国道事務所. 2023年7月24日閲覧。
61. ↑  “令和４年度三陸国道事務所 業務概要” (PDF).   国土交通省東北地方整備局 三陸国道事務所. 2022年5月20日閲覧。
62. ↑  平成23年度 東北地方整備局事業評価監視委員会（第3回）資料 一般国道45号仙塩道路 pp. 14-15
63. ↑  『三陸縦貫自動車道 桃生登米道（仮称）鴇波(ときなみ)橋の色彩検討に関する意見募集 〜 地域のみなさんの意見を参考に橋の色を決定します〜』（プレスリリース）国土交通省東北地方整備局 仙台河川国道事務所、2004年9月13日。2023年4月21日閲覧。
64. ↑  『｢(仮称)気仙沼湾横断橋｣の名称についてアンケートを実施！』（PDF）（プレスリリース）国土交通省東北地方整備局仙台河川国道事務所・宮城県・気仙沼市、2020年8月31日。2023年4月21日閲覧。
65. ↑  『三陸縦貫自動車道[霧立トンネル南側坑口〜陸前高田長部IC昼夜連続 通行止めのお知らせ]』（PDF）（プレスリリース）国土交通省東北地方整備局 仙台河川国道事務所、2021年1月18日。2021年1月18日閲覧。
66. ↑  『三陸沿岸道路（吉浜釜石道路）新鍬台トンネル（仮称）貫通式のお知らせ 〜三陸沿岸道路で最長となるトンネルが貫通〜』（PDF）（プレスリリース）国土交通省東北地方整備局 南三陸国道事務所、2016年9月26日。オリジナルの2019年2月18日時点におけるアーカイブ。2019年2月27日閲覧。
67. ↑  “国道45号久慈大橋外上部工工事”.   国土交通省　東北地方整備局・三陸国道事務所・(株)駒井ハルテック (2021年6月21日). 2021年6月21日閲覧。
68. ↑  『八戸南道路の陸橋、「八戸南跨道橋」に名称決定！〜 一般募集により、新しい橋の名前を決定 〜』（プレスリリース）国土交通省東北地方整備局 青森河川国道事務所、2007年5月21日。2018年10月16日閲覧。
69. ↑  （2021年4月1日閲覧）
70. ↑  国土交通省三陸国道事務所 [@sanriku_mlit] (30 March 2021). “【組織改正に伴う管理区間変更のお知らせ】”. X（旧Twitter）より2023年4月21日閲覧.
71. ↑  三陸国道事務所（2020年7月9日閲覧）
72. ↑  三陸国道事務所宮古西維持出張所（2021年4月1日閲覧）
73. ↑  八戸国道出張所（2021年4月1日閲覧）

#### NEXCO東日本
1. ↑  『【E6】仙台東部道路（仙台港IC）【E6】三陸自動車道（多賀城IC）夜間閉鎖の実施』（プレスリリース）東日本高速道路東北支社仙台東管理事務所、2020年9月18日。2023年4月20日閲覧。
2. ↑  『一般国道45号（三陸縦貫自動車道（鳴瀬奥松島〜石巻河南））（矢本石巻道路）の無料開放について』（プレスリリース）東日本高速道路 東北支社、2007年12月21日。2022年8月31日閲覧。
3. ↑  『三陸沿岸道路八戸・久慈自動車道（八戸南環状道路）が平成26年3月29日（土）に開通します。』（プレスリリース）国土交通省東北地方整備局青森河川国道事務所・東日本高速道路 東北支社八戸管理事務所、2014年2月26日。2023年4月21日閲覧。
4. ↑  『三陸沿岸道路（仙塩道路）仙台港北IC〜 利府JCT間の下り線（石巻方向）を2車線で開放しました』（PDF）（プレスリリース）東日本高速道路東北支社 仙台工事事務所、2016年3月8日。2021年1月27日閲覧。
5. ↑  『復興道路 三陸沿岸道路「仙塩道路4車線化」及び「多賀城インターチェンジ」が3月27日（日）に開通します! 〜 4車線化で渋滞緩和、アクセス向上で地域産業・観光に寄与〜』（PDF）（プレスリリース）国土交通省東北地方整備局 仙台河川国道事務所・東日本高速道路東北支社 仙台工事事務所、2016年2月25日。2021年1月27日閲覧。

#### 宮城県道路公社
1. ↑  “宮城県道路公社”. 2021年5月11日閲覧。
2. ↑  『仙台松島道路・松島海岸IC〜松島北IC間4車線供用の開始について』（プレスリリース）宮城県道路公社、2014年3月24日。オリジナルの2014年7月29日時点におけるアーカイブ。2023年4月20日閲覧。
3. ↑  『平成27年3月30日午前6時から仙台松島道路が全て4車線に!』（プレスリリース）宮城県道路公社、2015年3月16日。オリジナルの2015年4月5日時点におけるアーカイブ。

#### 沿道自治体
1. ↑  “復旧・復興に係る全体図 唐桑地域” (PDF). 気仙沼市ホームページ.   気仙沼市 (2018年9月). 2021年12月23日閲覧。[リンク切れ]
2. ↑  「村の話題」（PDF）『広報たのはた』第616号、田野畑村、岩手県下閉伊郡田野畑村、2018年7月1日、10頁、2018年8月15日閲覧。「3自治会などがサクラを植樹　村は６月５日、村道田野畑インター菅窪線の道路環境整備を行い、三陸沿岸道路田野畑インターから国道45号に接続する村道敷地内に、ヤマザクラ30本とドウダンツツジ30本を植樹しました。」
3. ↑  “まちづくり連携道路整備事業 主要地方道野田山形線 九戸郡野田村 野田工区”.   岩手県. 2021年2月3日閲覧。
4. ↑  “盛地区・大船渡地区（1）・赤崎地区（1）・猪川地区（1）地区別土地利用方針図” (PDF).   大船渡市. 2021年12月23日閲覧。
5. ↑  hachinohe. aomori. jp/index. cfm/9,16938,c, html/16938/20130827-084759.pdf 平成 26 年度八戸市重点要望事項と県の処理方針 八戸市要望内容 4. 高規格幹線道路の整備促進について（2013年10月17日アーカイブ） - 国立国会図書館Web Archiving Project
6. ↑  『仙台松島道路の利便性が大きくUPします 利府中IC〜 松島海岸IC間の4車線供用および春日PAの供用』（PDF）（プレスリリース）宮城県土木部道路課企画調査班・宮城県道路公社企画建設課、2012年6月15日。オリジナルの2012年6月15日時点におけるアーカイブ。2021年1月27日閲覧。
7. ↑  『道の駅「いわて北三陸」のオープンについて』（プレスリリース）久慈市、2023年3月7日。2023年3月12日閲覧。
8. ↑  “気仙沼湾横断橋の愛称が決定 ほか - 広報けせんぬま1月1日号”.   気仙沼市 (2021年1月1日). 2021年2月28日閲覧。